# Processi pubblici contro i criminali di guerra stranieri in URSS (1943-1949)

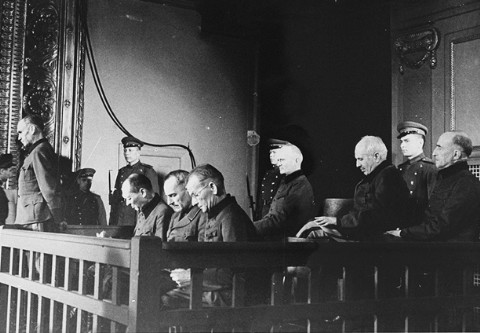
Imputati (sette generali e colonnelli) al processo di Riga

I processi pubblici contro i criminali di guerra stranieri in URSS furono una serie di processi pubblici tenuti negli anni dal 1943 al 1949, contro militari appartenenti alle forze del Terzo Reich, della Romania, del Giappone e dell'Ungheria, tutti accusati di crimini di guerra. Tutti gli imputati furono processati ai sensi dell'articolo 1 del Decreto del Presidium del Soviet Supremo dell'URSS del 19 aprile 1943. I processi si svolsero in diverse città sovietiche per un totale di 19 processi pubblici. Il minor numero di condannati (3 condannati) è stato al processo di Charkiv e il maggiore (22 condannati) al processo di Poltava.
Come risultato complessivo di tutti i processi celebrati furono condannati 252 accusati stranieri, in cui la stragrande maggioranza erano militari tedeschi: alcuni furono condannati alla pena di morte per impiccagione, poi avvenuta pubblicamente in piazza, i restanti invece furono condannati ai lavori forzati.
I processi furono pubblici e si svolsero in apposite grandi sale alla presenza di giornalisti e semplici cittadini, gli imputati furono difesi da avvocati sovietici. A seguito dei processi in URSS, furono girati diversi documentari e filmati, oltre alla pubblicazione a mezzo stampa di opuscoli speciali dove furono pubblicati alcuni documenti giudiziari. Le udienze del tribunale furono trattate dalla stampa sovietica centrale, Pravda e Izvestija, e dalla stampa locale.
Nel 1955-1956, con la distensione delle relazioni tra URSS, Germania e Giappone, la maggior parte dei condannati ai lavori forzati furono rimpatriati.

## Quadro normativo dei processi
Negli anni 1941-1942, le truppe della Germania nazista occuparono una parte significativa del territorio dell'URSS. I crimini di guerra hanno avuto luogo in questi territori occupati: massacri sia di civili che di prigionieri di guerra sovietici, deportazione forzata dei residenti locali in Germania, distruzione degli insediamenti e dei monumenti culturali.
Nel periodo 1942-1943, in URSS fu costituita una base giuridica per assicurare alla giustizia i militari stranieri responsabili di questi atti e fu organizzato un protocollo di raccolta delle prove:
- Nel novembre 1942, con decreto del Presidium del Soviet Supremo dell'URSS, fu creata una Commissione di Stato straordinaria per stabilire e indagare sulle atrocità degli invasori fascisti tedeschi e dei loro complici (CHGK);
- Il 19 aprile 1943, apparve un decreto "Sulle misure punitive per i criminali fascisti tedeschi colpevoli di omicidio e tortura della popolazione civile sovietica e dei prigionieri dell'Armata Rossa, per le spie, i traditori della patria tra i cittadini sovietici e per i loro complici".

A livello internazionale, la questione del perseguimento dei criminali di guerra è stata sollevata durante i negoziati nell'ottobre 1943, sintetizzata nella Dichiarazione di Mosca tra URSS, Stati Uniti e Gran Bretagna "Sulla responsabilità del nazisti per le atrocità commesse".
Dopo la vittoria sulla Germania nella seconda metà del 1945, furono adottati gli accordi internazionali sui crimini di guerra:
- Nell'agosto 1945, a Londra, i rappresentanti dei paesi alleati firmarono un accordo "Sull'accusa e la punizione dei principali criminali di guerra dei paesi dell'Asse europeo". Al testo dell'accordo è stato allegato un elenco pubblicato di specifici individui accusati di crimini di guerra;
- Nel dicembre 1945, la Commissione alleata di controllo per la Germania ha adottato la legge n. 10 sulla punizione delle persone colpevoli di crimini di guerra, crimini contro la pace e crimini contro l'umanità;
- Il 13 febbraio 1946, le Nazioni Unite decisero di estradare i criminali di guerra su richiesta degli altri stati membri.

Il decreto del Presidium del Soviet Supremo dell'URSS del 19 aprile 1943 divenne la base giuridica per tutti i processi pubblici ai prigionieri di guerra stranieri.
Questo decreto è stato utilizzato per qualificare le azioni dei prigionieri di guerra giapponesi al processo di Chabarovsk, sebbene nel testo del decreto i giapponesi non siano stati citati ed i giapponesi non siano stati accusati di aver commesso, come invece previsto dal decreto, crimini sul territorio dell'URSS. Inizialmente (30 ottobre 1949), i futuri imputati del processo di Chabarovsk furono accusati ai sensi dell'articolo 58-4 del codice penale della RSFSR. Alla fine di novembre 1949, il Ministro degli Interni Kruglov, il Ministro della Giustizia Goršenin e il procuratore generale Safonov proposero a Molotov di rielaborare l'articolo per tutti gli accusati e di processarli con il decreto del Presidium del Soviet Supremo del URSS del 19 aprile 1943, giustificando ciò come segue:
Il 5 dicembre 1949, il procuratore militare firmò un decreto che riqualificava le accuse all'articolo 1 del decreto del Presidium del Soviet supremo dell'URSS del 19 aprile 1943 nei confronti di tutti gli accusati giapponesi appartenenti all'Unità 731, e anche verso cittadini e collaboratori sovietici che avevano commesso dei crimini di guerra. Tuttavia, i cittadini sovietici che avevano commesso crimini di guerra anche all'estero, in alcuni casi sono stati processati non in base al decreto del 19 aprile 1943, ma in base all'articolo 58 del codice penale della RSFSR (ed altri articoli simili dei codici penali delle repubbliche socialiste): questo articolo prevedeva la massima punizione non per impiccagione, ma per fucilazione.
I casi dei collaboratori sono stati esaminati dai collegi militari delle Corti supreme delle repubbliche dell'URSS. Le loro decisioni sono state inviate per l'approvazione alla Commissione per gli affari giudiziari del Politburo del Comitato centrale del PCUS (b). Allo stesso tempo, l'accusa poteva indicare gli episodi di crimini di guerra commessi al di fuori dell'URSS. Così, il prigioniero di guerra sovietico Akram Kurbanov di Kokand è stato condannato a morte ai sensi dell'articolo 58-16 del codice penale della RSFSR. Kurbanov fu anche accusato del fatto che, mentre prestava servizio nella Legione Turchestana, partecipò alle spedizioni punitive al di fuori dell'URSS:
- Nel maggio del 1943 a Siglovo, in Polonia, furono fucilati 5 residenti locali, diverse case furono bruciate e le proprietà furono saccheggiate;
- Nel maggio 1944, in una spedizione in un villaggio in Grecia, furono arrestati "fino a 40 greci pacifici" e consegnati alla Gestapo; le case furono bruciate e le proprietà furono saccheggiate. "Allo stesso tempo, sono state violentate diverse donne greche, una delle quali è stata violentata dallo stesso Kurbanov".
- Nel febbraio 1945, in una spedizione nel villaggio di Vasiliki (Grecia).

## Denominazione dei processi

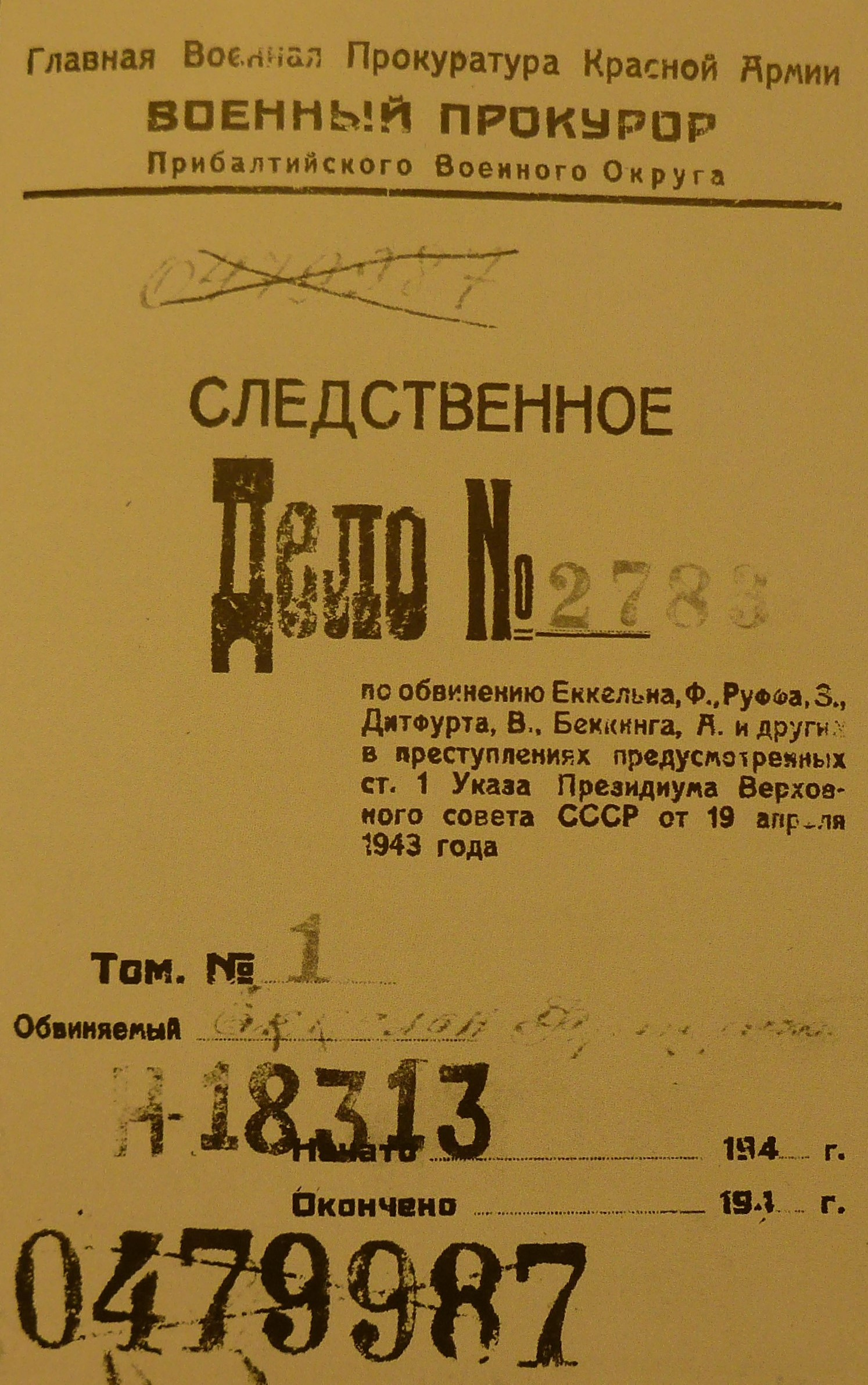
Copertina del fascicolo investigativo del processo di Riga, con indicazione del titolo del caso

Il nome scelto deriva dalla città dove è stato celebrato il processo ("processo di Riga", "processo di Brjansk", ecc.) e viene anche utilizzato nella letteratura storica.
L'inchiesta ha catalogato i processi con i numeri e con i nomi dei primi imputati: ad esempio, sulla copertina dei materiali del processo di Riga appare "Caso n. 2783 con l'accusa di Jeckeln F., Ruff Z., Ditfurth, W., Boecking A. e altri per reati ai sensi dell'art. 1 del Decreto del Presidium del Soviet Supremo dell'URSS del 19 aprile 1943"; il processo di Leningrado è intitolato "Caso n. 37-d con documenti sulle atrocità degli ex militari dell'esercito tedesco Remlinger, Strüfing e altri nelle regioni di Leningrado e Pskov, durante la loro occupazione temporanea da parte dei tedeschi"; il processo di Charkiv prende il nome dai materiali usati nel processo "Caso penale n. 16707 Processo di Charkiv sui criminali di guerra tedeschi".
Il titolo del processo nel verdetto poteva essere differente dal titolo di copertina del caso. Ad esempio, il processo di Novgorod del 1947 è intitolato: "Caso penale n. 19094 con l'accusa di K. Herzog, F. Münch, I. Rupprecht e altri". Il verdetto usa un nome diverso "il caso delle atrocità degli invasori fascisti tedeschi sul territorio delle regioni di Novgorod, Pskov e Leningrado".
Nei giornali sovietici e negli opuscoli pubblicati dopo le sentenze, i processi apparivano di solito come casi di atrocità in questo o quel territorio. Ad esempio, il processo di Riga nell'opuscolo sovietico del 1946 è intitolato "Il processo delle atrocità degli invasori nazisti in Lettonia, Lituania ed Estonia". Il processo di Leningrado sul quotidiano "Smena", del 3 gennaio 1946, è intitolato: "Il processo nel caso delle atrocità fasciste tedesche nella regione di Leningrado".
La pratica di denominare i processi sui giornali dal nome del territorio in cui sono stati commessi i crimini ha portato a conseguenze inaspettate. I processi di Minsk e Kiev del 1946 furono nominati rispettivamente sui giornali sovietici:
- Il processo nel caso delle atrocità degli invasori fascisti tedeschi nella Repubblica Socialista Sovietica Bielorussa (processo di Minsk);
- Il processo nel caso delle atrocità degli invasori nazisti sul territorio della Repubblica Socialista Sovietica Ucraina (processo di Kiev).

Nel periodo 1945-1946 c'erano solo due processi pubblici sul territorio dell'Ucraina (a Kiev e Mykolaïv), mentre sul territorio della Bielorussia c'era il solo processo a Minsk. Successivamente, nel 1947, si tennero nuovi processi pubblici in diverse città dell'Ucraina (Poltava e Černihiv) e della Bielorussia (Babrujsk, Vicebsk e Homel'): sui giornali sovietici del 1947, il processo di Poltava fu chiamato "Il processo nel caso delle atrocità degli invasori fascisti tedeschi sul territorio dell'Ucraina", e quindi simile al nome dato al processo di Kiev un anno prima.

## Cronologia dei processi pubblici
I processi sovietici hanno attraversato quattro periodi di tempo:
- Dicembre 1943: Processo di Charkiv, durante la guerra;
- Fine 1945 - inizio 1946: otto processi simultanei al Tribunale di Norimberga. Durante questo periodo, la maggior parte degli accusati è stata giustiziata tramite la pena di morte per impiccagione pubblica, mentre i restanti sono stati condannati ai lavori forzati;
- Ottobre - dicembre 1947: una serie di nove processi, durante i quali, per la prima volta, furono processati non solo tedeschi, ma anche ungheresi e rumeni. Durante questo periodo nessuno è stato condannato a morte: la pena massima (e più frequente) è stata di 25 anni ai lavori forzati;
- Processo di Chabarovsk del 1949.

### Processo di Charkiv (1943)
I primi processi per crimini di guerra ebbero luogo nel territorio liberato dell'Unione Sovietica nel 1943:
- Processo di Krasnodar (14 - 17 luglio 1943);
- Processo di Krasnodon (15 - 18 agosto 1943);
- Processo di Charkiv (15 - 18 dicembre 1943).

Ai processi di Krasnodar e Krasnodon furono processati solo cittadini sovietici per crimini di guerra, in rispetto del decreto del 19 aprile 1943.
Il processo di Charkiv divenne il primo al mondo dove furono processati dei nazisti. Fu anche l'ultimo processo pubblico in cui furono processati contemporaneamente dei militari tedeschi ed un cittadino sovietico per crimini di guerra. Al processo di Charkiv sono state condannate 4 persone, di cui 3 erano cittadini tedeschi.
Il processo di Charkiv è stato ampiamente trattato all'estero. A Ginevra, le trascrizioni del processo di Charkiv sono state pubblicate in un'edizione separata. Dopo il processo di Charkiv, i tribunali pubblici cessarono fino alla fine del 1945. Parallelamente, ha continuato a lavorare la Commissione di Stato straordinaria che ha raccolto ulteriori prove sul territorio liberato e ha intervistato i residenti locali.

### Otto processi del periodo di Norimberga (1945-1946)

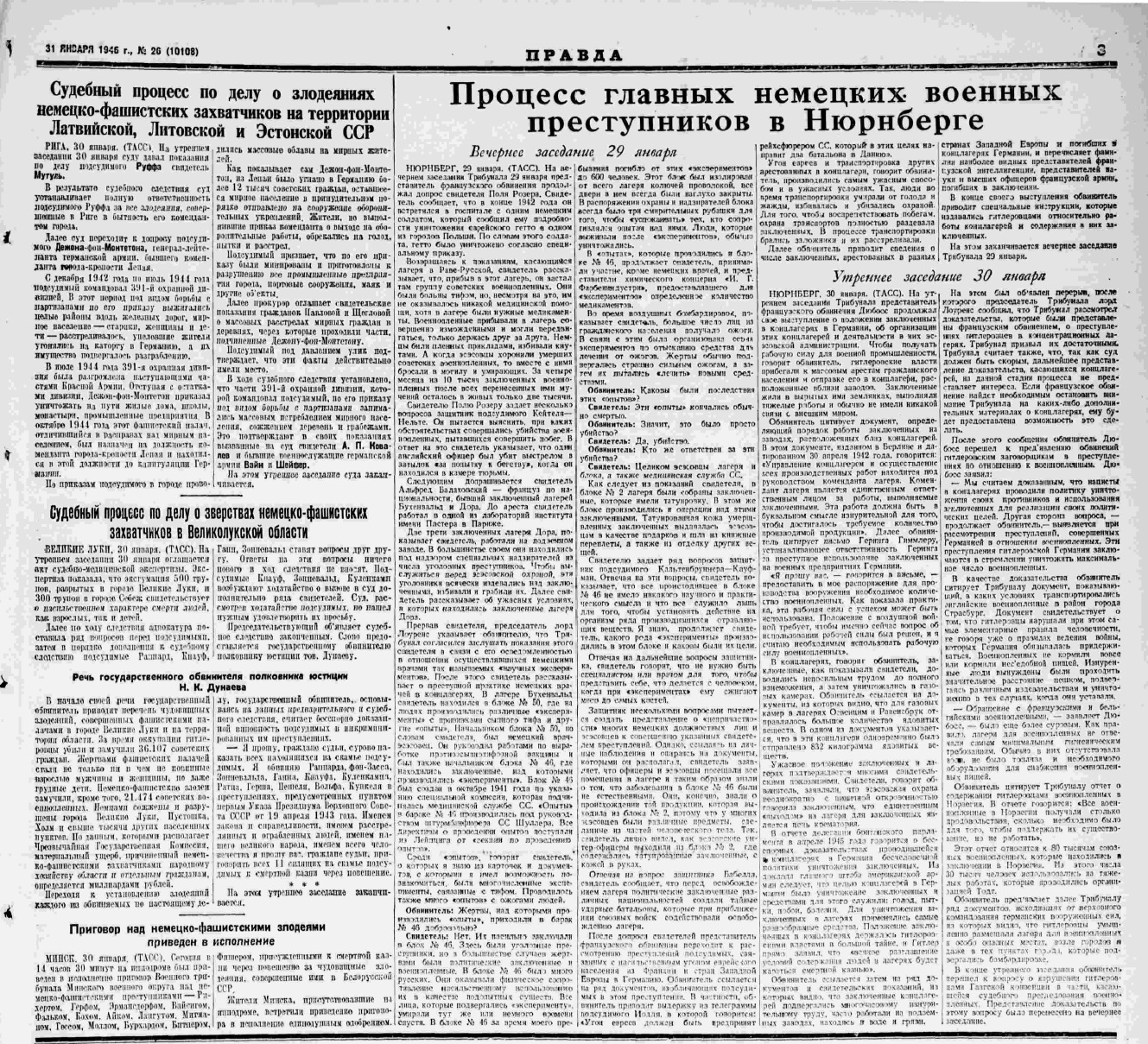
Informazioni sulle riunioni del Tribunale di Norimberga e sui tre processi pubblici sovietici (Velikie Luki, Minsk e Riga) in una pagina della Pravda del 31 gennaio 1946

Il 20 novembre 1945 si aprirono i processi di Norimberga. Già il 21 novembre 1945 fu adottata la risoluzione del Politburo del Comitato centrale del Partito comunista "Sulla condotta dei processi sugli ex militari dell'esercito tedesco e sui distaccamenti punitivi tedeschi", che prevedeva l'apertura di processi in 8 città dell'URSS: Leningrado, Smolensk, Brjansk, Velikie Luki, Kiev, Mykolaïv, Minsk e Riga.
La risoluzione ha definito le seguenti indicazioni per lo svolgimento di questi processi:
- I casi dovevano essere giudicati in processi pubblici da tribunali militari;
- La commissione era composta dal presidente A. J. Vyšinskij, dal vicepresidente Ryčkov, e da Goljakov, Kruglov, Abakumov e Afanas'ev;
- L'istruttoria avrebbe dovuto essere completata in modo da iniziare l'esame delle prove in tribunale entro il 15 dicembre 1945;
- I segretari dei corrispondenti Comitati Centrali del Partito Comunista, delle repubbliche federate e dei comitati regionali, erano obbligati a "fornire l'assistenza necessaria per organizzare e condurre" i processi pubblici;
- Seguire e "coprire sistematicamente l'andamento dei processi sulla stampa locale e riportarlo brevemente sulla stampa centrale";
- Tutti gli imputati dovevano essere processati secondo il decreto del 19 aprile 1943.

Di conseguenza, in URSS nel periodo dicembre 1945 - febbraio 1946, si tennero i processi nelle grandi città liberate e a Leningrado: Smolensk, Brjansk, Leningrado, Mykolaïv, Minsk, Kiev, Velikie Luki, Riga. In questi otto processi fu perseguito il personale militare tedesco (tra cui 18 generali, 28 ufficiali, 30 sottufficiali). Secondo i calcoli dello storico V. B. Konasov, nel 1945-1946 i risultati di questi processi furono: 66 imputati condannati a morte per impiccagione, 19 accusati condannati ai lavori forzati per periodi della durata che vanno dai 12 ai 20 anni.

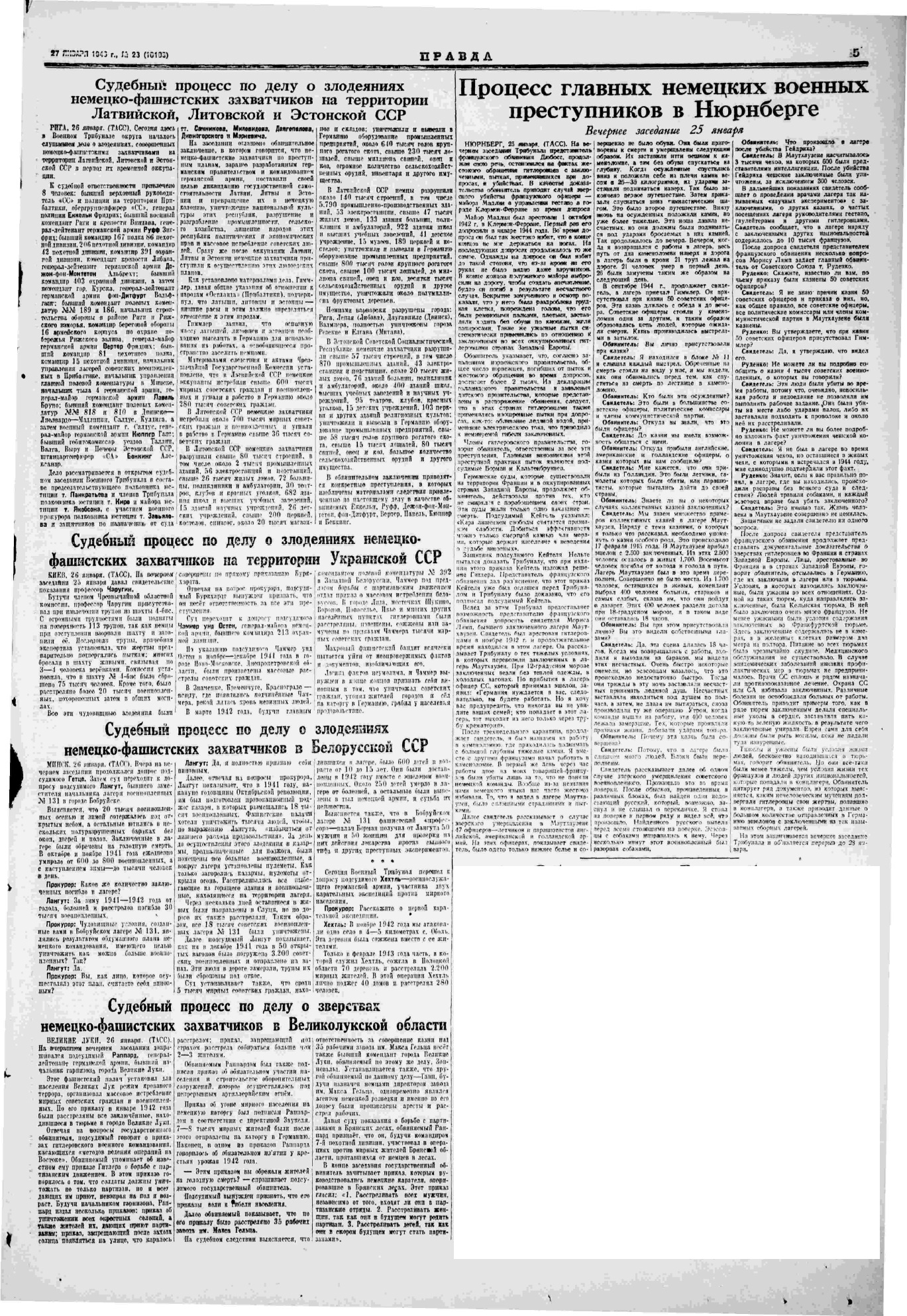
Informazioni sulle riunioni dei tribunali aperti di Norimberga e di quattro sovietici (Velikie Luki, Kiev, Minsk e Riga), 31 gennaio 1946

I processi erano simili a quelli di Norimberga: ampia copertura mediatica ed esecuzione dei condannati per impiccagione. Solo gli imputati sono stati impiccati in pubblico, spesso nelle piazze principali delle stesse città dove erano stati processati. Anche i giornali sovietici hanno sottolineato ampiamente che questi processi erano l'analogo sovietico dei processi di Norimberga: i maggiori giornali sovietici, Pravda e Izvestija, pubblicavano sulla stessa pagina i dati dei processi che si svolgevano in contemporanea relativi a Norimberga ed ai processi sovietici.
Al processo di Norimberga hanno fatto riferimento anche i partecipanti ai processi (sia da parte dell'accusa che da parte della difesa). Al processo di Smolensk, il procuratore di stato Lev Smirnov, che era anche procuratore di Norimberga, ha dimostrato una catena di crimini dei leader nazisti accusati a Norimberga per specifici 10 imputati:
L'avvocato Kaznačeev ha parlato della connessione tra gli imputati dei processi di Norimberga e Smolensk, ma ne ha tratto una conclusione diversa: "Non si può mettere un segno di uguale tra tutte queste persone":

#### Processo di Smolensk
Durante il processo di Smolensk (15-19 dicembre 1945), 10 militari tedeschi furono condannati nell'aula magna dell'Istituto medico di Smolensk: 7 furono impiccati, 3 ai lavori forzati per un periodo da 12 a 20 anni. I condannati a morte furono impiccati pubblicamente il 20 dicembre 1945 nella piazza Zadneprovskaja di Smolensk.

#### Processo di Brjansk
Il processo di Brjansk si svolse dal 26 al 30 dicembre 1945 nella Camera degli Ufficiali dove furono processati quattro militari tedeschi. A seguito del processo, tre furono impiccati il 30 dicembre 1945 alle ore 15 in un terreno nei pressi di Brjansk. Il quarto imputato è stato condannato a 20 anni di lavori forzati.

#### Processo di Leningrado
Tenuto dal 28 dicembre 1945 al 4 gennaio 1946 presso la Casa della Cultura di Vyborg dove furono processati 11 tedeschi. 8 condannati furono impiccati alle 11 del mattino del 5 gennaio 1946 in piazza Kalinin. Tre condannati hanno ricevuto dai 15 ai 20 anni di lavori forzati.
L'imputato del processo di Leningrado Gerhard Janicke è riuscito a testimoniare contro l'imputato del processo di Riga, Werther. Allo stesso tempo, Janicke è stato giustiziato prima di condannare Werther, che è stato a sua volta giustiziato.

#### Processo di Mykolaïv
Si svolse dal 10 al 17 gennaio 1946 al Teatro Regionale Čkalov. Nove militari tedeschi furono processati: sette condannati furono impiccati il 17 gennaio 1946 alle 17 in Piazza del Mercato, due (un capitano austriaco e un soldato semplice) ricevettero 20 anni ai lavori forzati.

#### Processo di Minsk
Tenuto dal 15 al 29 gennaio 1946 presso la Casa degli Ufficiali. Diciotto militari tedeschi furono processati: 14 detenuti furono impiccati all'ippodromo di Minsk il 30 gennaio 1946, 4 condannati hanno ricevuto condanne dai 14 ai 20 anni ai lavori forzati.

#### Processo di Kiev
Tenuto dal 17 al 28 gennaio 1946 nella casa degli ufficiali del distretto di Kiev. 15 tedeschi furono condannati, di cui 12 furono condannati all'impiccagione, da 1 a 20 anni di lavori forzati e 2 ricevettero 15 anni di lavori forzati. Tutti e 12 i condannati furono impiccati alle 17:00 del 29 gennaio 1946 in piazza Kalinin.

#### Processo di Velikie Luki
Si è svolto dal 24 al 31 gennaio 1946 al cinema Pobeda. Furono processati 11 tedeschi: otto detenuti furono impiccati il 1º febbraio 1946 alle 12 nella piazza del mercato a Velikie Luki. Tre detenuti hanno ricevuto una condanna ai lavori forzati per un periodo da 15 a 20 anni.

#### Processo di Riga
Si svolse dal 26 gennaio al 2 febbraio 1946 nell'atrio della casa dell'ex società lettone. 7 imputati (inizialmente erano 8 imputati, ma il caso contro von Ditfurth fu separato durante il processo) erano parte del personale militare tedesco. Secondo il verdetto, tutti e sette i condannati furono impiccati il 3 febbraio 1946 in Piazza della Vittoria a Riga.
L'imputato del processo di Riga, Albrecht Digeon von Monteton, era francese, ma nel processo è stato indicato come tedesco. Il procuratore sovietico spiegò questa circostanza come segue:

### Nove processi di ottobre - dicembre 1947
Nel 1947 era già iniziato il braccio di ferro della guerra fredda. L'URSS ed i suoi alleati hanno accusato i paesi occidentali di non aver rispettato la decisione delle Nazioni Unite del 13 febbraio 1946 sull'estradizione dei criminali di guerra basata sulla richiesta degli altri stati membri. Andrej Vyšinskij nel suo discorso ha sottolineato che gli Stati Uniti e la Gran Bretagna, nascondendosi dietro la copertura di "casistica legale e raggiri", ospitarono in patria i criminali di guerra. Allo stesso tempo, si verificò un importante cambiamento nel diritto penale sovietico. Nel maggio 1947, con decreto del Presidium del Soviet Supremo dell'URSS, fu abolita la pena di morte.
Il 18 maggio 1947, il ministro degli Interni Kruglov presentò al vicepresidente del Consiglio dei ministri dell'URSS Molotov un progetto di decreto governativo sullo svolgimento dei processi pubblici in nove città: Sebastopoli, Chișinău, Černihiv, Vicebsk, Babrujsk, Stalino, Poltava, Homel', Novgorod. Il progetto ha ammesso al processo anche le persone che non avevano dichiarato la loro colpevolezza.
All'inizio di settembre 1947, Kruglov e il viceministro degli Esteri Vyšinskij, in una lettera a Stalin, indicarono che i dipendenti del Ministero degli Interni avevano raccolto il materiale utile per il processo di 136 criminali di guerra, tra cui 19 generali, 68 ufficiali e 49 soldati. A questo proposito, Kruglov e Vyšinskij hanno proposto una commissione interdipartimentale per l'organizzazione dei processi della seguente composizione:
- il Ministro della Giustizia N. M. Ryčkov come presidente;
- il Primo Vice Procuratore Generale dell'URSS G. N. Safonov come vicepresidente;
- il Ministro degli affari interni S. N. Kruglov;
- il Vice Ministro della Sicurezza dello Stato S. I. Ogol'cov;
- il Presidente della Corte Suprema dell'URSS I. T. Goljakov;
- il Capo del Dipartimento Giuridico del Ministero degli Affari Esteri S. A. Golunskij.

Il 10 settembre 1947, il Consiglio dei ministri dell'URSS adottò la risoluzione sull'organizzazione dei processi pubblici nelle nove città: Sebastopoli, Poltava, Novgorod, Stalino, Homel', Černihiv, Babrujsk, Chișinău, Vicebsk.
In queste città, complessivamente dovevano comparire davanti ai tribunali militari 137 accusati. Tutte e nove i processi si sono svolti tra ottobre e dicembre 1947. I loro risultati sono riportati nel memorandum del Ministero degli Affari Interni dell'URSS del 10 gennaio 1948, indirizzato a Stalin, Molotov, Berija e Ždanov:
- Sono stati condannati in totale 138 criminali di guerra (23 generali, 78 ufficiali, 37 sottufficiali e soldati);
- I detenuti erano distribuiti per nazionalità: 117 tedeschi, 13 ungheresi, 7 rumeni, 1 austriaco;
- In termini di punizione, i condannati sono stati così distribuiti: 128 persone per 25 anni, 9 persone per 20 anni, 1 persona per 15 anni.

Di norma, ogni gruppo di imputati è stato processato in una grande città dell'area in cui hanno commesso la maggior parte dei crimini. Come nel caso dei processi 1945-1946, nel 1947 ci furono dei casi in cui alcuni degli accusati furono processati anche per crimini commessi in altre repubbliche dell'URSS. Ad esempio, 3 dei 19 imputati nel processo di Novgorod del 1947 furono anche accusati di crimini, come nel caso dell'omicidio di circa 500 persone con il pretesto di combattere i partigiani, commessi nella regione di Vitebsk.
Nell'autunno del 1947 furono prese anche altre decisioni per organizzare dei processi al chiuso. Il 22 ottobre 1947, la commissione per l'organizzazione dei processi decise di tenere delle sessioni a porte chiuse dei tribunali, nel luogo di detenzione degli imputati (410 casi per 548 prigionieri di guerra). Inoltre, è stato deciso di condurre una serie di processi pubblici: 44 casi contro 92 accusati a Gor'kij, Kaliningrad e in altre città.

#### Processo di Stalino
Tenuto a Stalino al Teatro dell'Opera e del Balletto dal 24 al 30 ottobre 1947: 12 tedeschi furono processati e furono tutti condannati ai lavori forzati:
- 25 anni per 10 detenuti;
- 20 anni per 1 condannato;
- 15 anni per 1 condannato.

#### Processo di Babrujsk
Tenuto dal 28 ottobre al 4 novembre 1947 presso la Casa degli Ufficiali: vennero processati 21 militari tedeschi. Tutti hanno ricevuto una condanna a 25 anni di lavori forzati.

#### Processo di Sebastopoli
Tenuto dal 12 al 23 novembre 1947 presso la Camera degli Ufficiali della Flotta del Mar Nero: furono processati 12 militari tedeschi. Otto detenuti hanno ricevuto una condanna a 25 anni di lavori forzati e altri quattro condannati a 20 anni di lavori forzati.

#### Processo di Černihiv

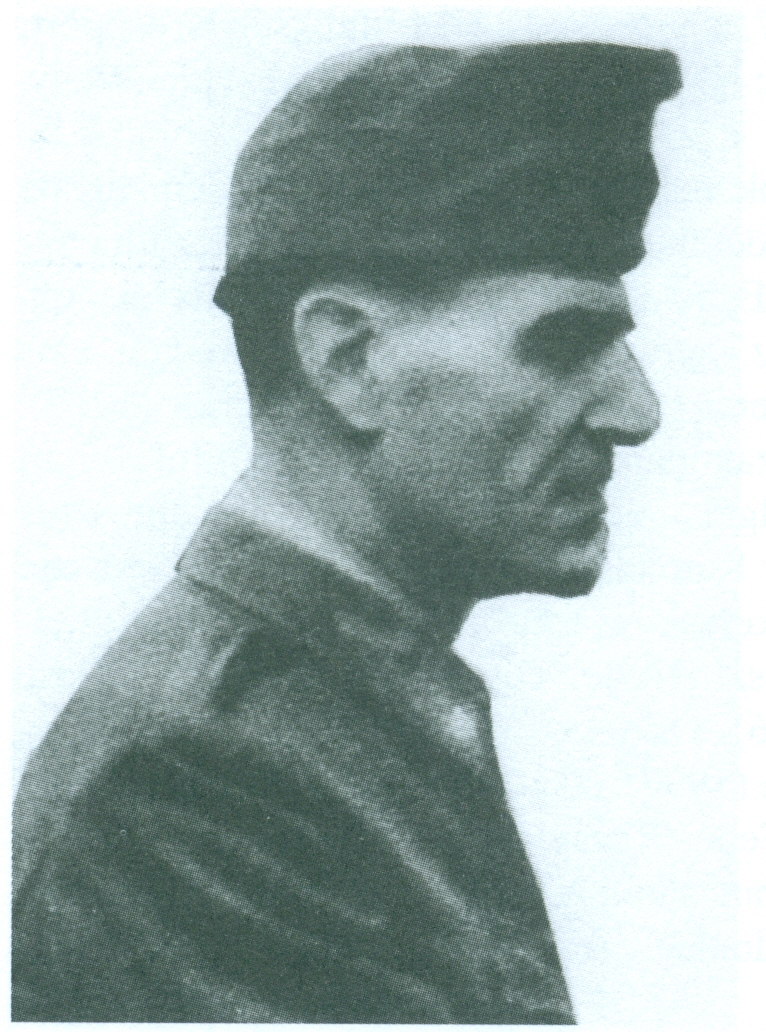
Il tenente generale Zoltan Aldea-Pap, condannato al processo di Chernigov

Si svolse dal 17 al 25 novembre 1947 alla Casa del cinema: furono processati 16 soldati (di cui 13 ungheresi). Tutti hanno ricevuto una condanna a 25 anni di lavori forzati.

#### Processo di Poltava
Tenuto nella casa comunale della cultura dal 23 al 29 novembre 1947. Furono processati 22 SS della divisione "Testa di morto", di cui 21 ricevettero 25 anni ai lavori forzati e uno 20 anni di lavori forzati.

#### Processo di Vicebsk
Si tenne al Teatro Nazionale Accademico Drammatico Jakub Kolas, nel ghetto di Vicebsk, dal 29 novembre al 4 dicembre 1947. I 10 imputati al comando del generale di fanteria Friedrich Gollwitzer furono condannati a 25 anni di lavori forzati.

#### Processo di Chișinău
Si è svolto dal 6 al 13 dicembre 1947 presso il Teatro Drammatico Russo di Stato. 10 imputati, tra militari tedeschi e rumeni, furono condannati ai lavori forzati, di cui 8 a 25 anni e 2 a 20 anni.

#### Processo di Novgorod
Si svolse dal 7 al 18 dicembre 1947 nella sala del teatro cittadino: 19 militari tedeschi ricevettero 25 anni ai lavori forzati ciascuno.

#### Processo di Homel'
Si svolse dal 13 al 20 dicembre 1947 presso il Palazzo della Cultura dei Ferrovieri: furono processati 16 militari tedeschi, condannati ciascuno a 25 anni ai lavori forzati.

### Processo di Chabarovsk del 1949

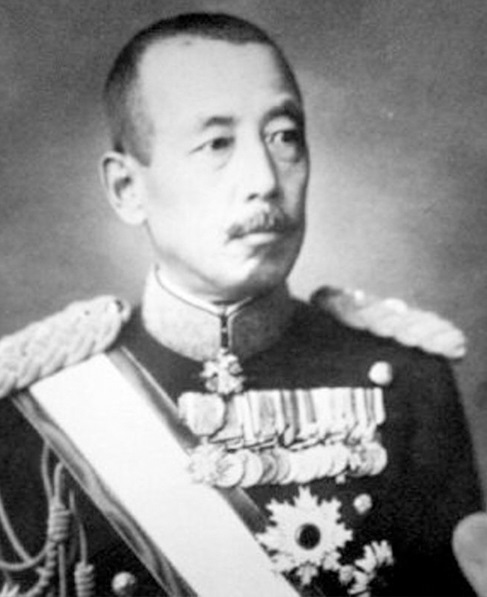
Otozō Yamada - Comandante in capo dell'Armata del Kwantung

L'iniziativa di condurre il processo di Chabarovsk venne, così come nei processi del 1947, dal ministro degli Interni Kruglov.
Dal febbraio 1946, i tribunali militari dell'Esercito dell'Estremo Oriente hanno esaminato i casi contro gli emigranti giapponesi, cinesi, manciù e russi sospettati di spionaggio. Nell'aprile 1948, gli ufficiali giapponesi furono condannati a una pena da 15 a 20 anni di carcere per violenza e tortura contro i cittadini sovietici, in sessioni a porte chiuse del tribunale militare del distretto militare di Chabarovsk.
Nello stesso tempo, in Giappone, le autorità americane stavano conducendo le proprie indagini sulla creazione di armi batteriologiche in vista del processo di Tokyo. Nel gennaio 1946, gli Stati Uniti ripresero le indagini in Giappone per gli ufficiali dell'Unità 731. Il 4 giugno 1946 iniziò la fase dell'accusa al processo di Tokyo. Il capo del dipartimento investigativo, Roy Morgan, si rivolse alla procura sovietica con la richiesta di organizzare l'interrogatorio di Kajitsuka Ryuji "che era in prigionia sovietica, capo del servizio sanitario dell'Armata del Kwantung per la preparazione della guerra batteriologica da parte dei giapponesi". All'inizio di agosto 1946, il generale Kajitsuka Ryuji, durante l'interrogatorio in quanto testimone, non riferì nulla a proposito dello sviluppo di armi batteriologiche.
L'11 agosto 1946, il generale Kawashima (capo del dipartimento di produzione dell'Unità 731 dal 1941 al marzo 1943), interrogato come testimone, fu il primo a testimoniare sulle attività e sugli esperimenti sulle persone.
Il 29 agosto 1946, l'assistente del procuratore americano David N. Sutton, nel suo discorso al processo di Tokyo, riferisce sulla pratica di utilizzare i prigionieri civili in un laboratorio medico. Il Tribunale Internazionale dopo questo discorso ha chiesto all'accusa americana di fornire le prove complete delle attività criminali dell'Unità 731. La parte americana chiese assistenza alla parte sovietica. Un altro testimone ha testimoniato in URSS, Karasawa Tomio, maggiore del servizio medico, ex capo della 4ª divisione dell'Unità 731.
I materiali raccolti in URSS sono stati presentati al Procuratore Capo del Processo di Tokyo, Joseph Kinnan, il quale "ha ritenuto opportuno utilizzare i verbali della testimonianza per il tribunale... Kawashima Kiyoshi e Karasawa Tomio con la consegna di entrambi al Tribunale per rendere testimonianza". In seguito la parte americana ha abbandonato questa idea. Il 7 gennaio 1947, il procuratore sovietico A. N. Vasiliev inviò una lettera al dipartimento del quartier generale di MacArthur, in cui la parte sovietica chiedeva la consegna di Ishii Shiro "come criminale di guerra che aveva commesso crimini contro l'URSS".
Nel 1949 si tennero altre riunioni dei tribunali militari nel distretto dell'Estremo Oriente del Ministero degli affari interni, nel distretto militare del Litorale, nel distretto militare del Ministero degli affari interni del territorio di Chabarovsk e nella Repubblica Socialista Sovietica kazaka. Al 1º marzo 1949, secondo la Direzione generale per i prigionieri di guerra e gli internati, il numero totale di prigionieri di guerra giapponesi che avrebbero potuto essere coinvolti in crimini di guerra, spionaggio o sabotaggio contro le forze armate sovietiche ammontava a 8.870.
Tra la fine di aprile e l'inizio di maggio 1949, S. N. Kruglov inviò tutto il materiale investigativo al Ministero degli affari interni relativo agli ufficiali dell'Unità 731 al ministro degli affari esteri A. J. Vyšinskij e propose di condurre un processo pubblico. Vyšinskij nel maggio 1949 venne a conoscenza dei materiali inviatigli da Kruglov e notò che erano abbastanza per istituire un processo pubblico. Il 20 maggio 1949 Vyšinskij, nella sua lettera a Molotov riferì che non riteneva opportuno discutere in modo più dettagliato questo problema prima della fine del rimpatrio dei prigionieri di guerra giapponesi (cioè fino all'autunno del 1949). Molotov non ha ritenuto convincente questo motivo e, sul messaggio del ministro degli Esteri, ha formulato la risoluzione "Torniamo sulla questione a giugno-luglio".
Il 17 agosto 1949, in una riunione del Politburo del Comitato Centrale, fu approvata una bozza d'accusa contro i giapponesi sospettati di produrre e usare armi batteriologiche. Avrebbero dovuto ricevere il testo approvato dell'atto d'accusa il 22 dicembre. Il 5 settembre 1949, Vyšinskij diede il suo consenso al processo, osservando che "la questione dell'organizzazione del suddetto processo dovrebbe essere risolta ora". Il 30 settembre 1949, i capi del Ministero degli Affari Interni e del Ministero degli Affari Esteri dell'URSS presentarono un progetto di risoluzione del Consiglio dei Ministri sul processo di Chabarovsk, che, in seguito agli emendamenti di Molotov, fu inviato a Stalin.
Nel decreto del Consiglio dei Ministri dell'URSS dell'8 ottobre 1949, furono determinati i seguenti parametri del processo di Chabarovsk:
- Data di inizio: 17 dicembre 1949;
- Data di fine: 25 dicembre 1949;
- Tipo e durata approssimativa della pena: per dieci imputati, un periodo da 10 a 25 anni nei campi di lavoro forzato; per due imputati, un periodo da 1 a 3 anni.
- Composizione del collegio dei giudici e dei rappresentanti dell'accusa: membri del tribunale militare e rappresentanti dell'Ufficio del procuratore generale dell'URSS, che hanno avuto esperienza nel processo di Tokyo e nei processi pubblici contro i prigionieri di guerra stranieri. L'accusa doveva essere rappresentata dal Consigliere di Stato di Giustizia di 3ª classe L. N. Smirnov. La difesa degli imputati è stata affidata ai membri dell'Ordine degli avvocati di Mosca, che in precedenza avevano già lavorato in altri processi pubblici.

Non è stato possibile rispettare queste scadenze. Il 9 dicembre 1949, la versione finale dell'atto d'accusa fu concordata con Molotov, Abakumov ed il viceministro degli affari interni Gromyko, ed il processo fu iniziato solo il 25 dicembre e completato il 30 dicembre 1949.
Il processo di Chabarovsk si svolse dal 25 al 30 dicembre 1949 nella casa degli ufficiali: 12 giapponesi dell'Armata del Kwantung furono condannati. Tutte le sentenze comminate:
- 4 detenuti - 25 anni di carcere ciascuno;
- 2 detenuti - 20 anni di carcere ciascuno;
- 6 detenuti - da 2 a 15 anni di carcere.

Subito dopo il processo, il lavoro investigativo fu completato tra il resto dei giapponesi, di cui erano pochi in URSS. In totale, all'inizio di gennaio 1950, c'erano 5.544 giapponesi, tra prigionieri di guerra ed internati, sul territorio dell'URSS di cui 1.690 giapponesi furono condannati dai tribunali militari.
Il 20 dicembre 1949, la commissione speciale giunse alla conclusione che i materiali sui 2883 prigionieri di guerra e internati giapponesi dovevano essere inviati ai tribunali militari. Alla fine di ottobre 1949 fu costituita una nuova commissione speciale: comprendeva i rappresentanti del Ministero degli Affari Interni, del Ministero degli Affari Esteri, del Ministero della Giustizia e della Procura Generale dell'URSS.

## Indagine preliminare
Nell'ambito delle indagini preliminari, gli accusati sono stati interrogati più volte. Inoltre, gli interrogatori sono stati condotti da diversi funzionari, in particolare, prima del processo, gli accusati del processo di Novgorod sono stati tenuti separati e un investigatore e un traduttore hanno lavorato separatamente con ciascuno di loro. I protocolli degli interrogatori e degli scontri per il processo di Novgorod furono redatti in russo e tedesco. Nel corso delle indagini preliminari, gli imputati del processo di Novgorod sono stati interrogati dai rappresentanti della procura.

## Caratteristiche generali dei processi
Gli imputati sono stati forniti di avvocati sovietici. I processi si sono svolti in edifici appositamente selezionati e che potevano ospitare un gran numero di persone. Le udienze del tribunale erano trasmesse attraverso amplificatori radio in strada. I processi sono stati ampiamente riportati nei giornali sovietici centrali e locali, nonché dalle pubblicazioni straniere. Durante i processi, i testimoni (compresi i minori) sono stati pubblicamente interrogati. La base delle prove erano gli atti della Commissione di Stato straordinaria. Molti imputati si sono dichiarati colpevoli e hanno chiesto clemenza alla corte. Gli avvocati hanno spesso sottolineato che i loro clienti stavano semplicemente eseguendo degli ordini ricevuti.

### Composizione delle commissioni giudiziarie
In tutti i casi, i processi pubblici sono stati condotti dai tribunali militari (di solito dello stesso distretto militare in cui si è poi svolto il processo): sono stati processati secondo il principio della giurisdizione territoriale, in base al luogo del crimine.

### Difesa degli imputati
Gli imputati furono seguiti da avvocati a spese dello stato sovietico, tra i quali c'erano anche avvocati famosi. In particolare, tra gli avvocati che hanno difeso gli imputati dei processi Velikie Luki e Leningrado c'era un noto avvocato di formazione pre-rivoluzionaria, Aleksandr Krolenko.
A volte gli stessi imputati hanno chiesto la fornitura di un difensore. Quindi, il capo del dipartimento del Ministero degli affari interni nella regione di Vicebsk, Gogolev, il 9 dicembre 1947, riferì su tale richiesta degli imputati del processo di Vicebsk:
Gli imputati poterono quindi difendersi. In particolare, al processo Velikie Luki, gli imputati von Rappard, von Sass e Sonnewald hanno utilizzato delle cartelle con documenti. L'imputato poteva rifiutare un avvocato nominato dal tribunale e il tribunale doveva soddisfare questo rifiuto, lasciando l'imputato a difendersi da solo. In particolare, al processo di Mykolaïv, l'imputato Robert Berg ha rifiutato l'avvocato fornitogli dal tribunale, e il tribunale ha soddisfatto tale rifiuto senza nominare per Berg un nuovo avvocato.
Gli avvocati hanno spesso sottolineato, come circostanza attenuante, che i loro clienti stavano semplicemente eseguendo degli ordini. Così, al processo di Mykolaïv, l'avvocato Bykov suggerì alla corte di considerare l'imputato Happ un automa sconsiderato, «che non aveva il diritto di pensare o sentire». Talvolta sono state esposte altre circostanze attenuanti: in particolare, come attenuante della colpa dell'imputato Kandler nel processo di Mykolaïv, l'avvocato Belostockij ha sfruttato la nazionalità austriaca dell'imputato, in questo modo non è stato preso in considerazione per una sentenza per le sue azioni (a differenza di altri imputati).
Una parte significativa degli imputati si è dichiarata colpevole: ad esempio, tutti e sette i condannati al processo di Riga si sono dichiarati colpevoli; ci sono stati casi in cui gli imputati hanno chiesto alla corte clemenza. In particolare, sette degli undici imputati del processo di Leningrado hanno chiesto al tribunale clemenza.
Gli imputati potevano chiedere al tribunale di convocare testimoni per la loro difesa. C'è un caso noto in cui è stata accolta una tale richiesta dell'imputato: al processo di Novgorod del 13 dicembre 1947, su citazione dell'imputato Kurt Herzog fu interrogato come testimone il prigioniero di guerra tedesco Janicke.

### Confessione di colpa come prova
L'ammissione di colpa non era un prerequisito per inviare un prigioniero di guerra a un processo pubblico, al contrario ci sono stati imputati che si sono dichiarati non colpevoli, ma sono stati coinvolti nei processi pubblici. Tra coloro che non hanno confessato ci sono stati, ad esempio, il generale Remlinger, condannato al processo di Leningrado; il generale di artiglieria Kurt Herzog, accusato al processo di Novgorod, si dichiarò non colpevole di nessuno dei capi d'accusa.
La mancata ammissione della colpa non si traduceva necessariamente nella condanna più dura possibile. In particolare, l'imputato del processo di Leningrado Strüfing si è dichiarato colpevole e ha chiesto clemenza, ma è stato condannato a morte; e l'imputato dello stesso processo Wiese non ha ammesso la sua colpa e ha ricevuto una condanna ai lavori forzati. Allo stesso tempo, il pubblico ministero ha chiesto di condannare al patibolo tutti gli imputati del processo di Leningrado.

### Base del processo: documenti e testimoni

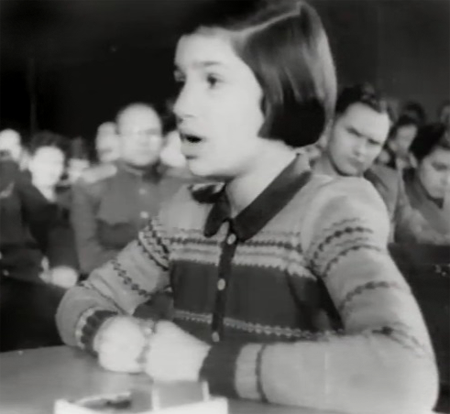
La testimone di 14 anni Mar'jana Papp testimonia al processo di Riga

La base del processo erano gli atti della Commissione di Stato straordinaria. Inoltre, decine di testimoni tra cittadini sovietici (compresi religiosi e collaboratori) e prigionieri di guerra tedeschi sono stati interrogati in sessioni aperte. Sono stati interrogati anche esperti, ad esempio esperti di medicina legale.
Gli imputati potevano chiedere di convocare i testimoni tra le persone che si trovavano nell'URSS. Al processo di Novgorod, il prigioniero di guerra Jahnke fu interrogato il 13 dicembre 1947 su convocazione dell'imputato Kurt Herzog.

### Accesso del pubblico alle aule di tribunale
Per i processi sono state scelte sale particolari che potessero ospitare il numero massimo di spettatori. Ad esempio il processo Velikie Luki ha avuto luogo nel cinema Pobeda di Velikie Luki.

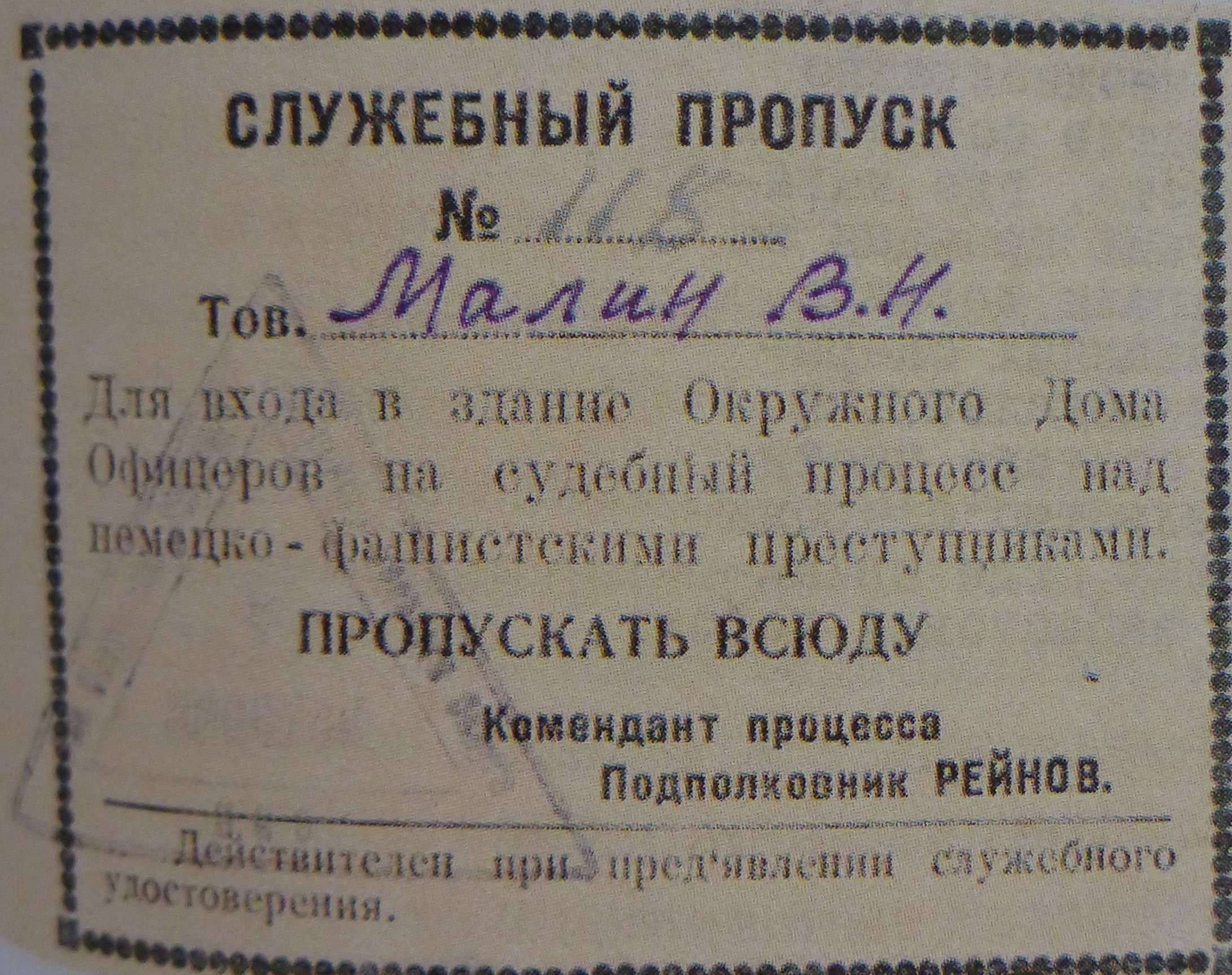
Pass di servizio di V. N. Malina per il processo di Minsk

Tra il pubblico ammesso in aula c'erano anche gli agenti speciali della direzione del Ministero della sicurezza dello Stato dell'URSS, i quali hanno assistito segretamente al processo di Novgorod, per cui sono stati forniti pass per l'aula del tribunale e avrebbero dovuto segnalare le carenze nell'organizzazione del processo e monitorare la reazione della popolazione.
La tecnologia moderna è stata utilizzata per aumentare la pubblicità. In particolare, le sessioni del processo Velikie Luki sono state trasmesse tramite amplificatori radio in strada, dove sono state ascoltate da persone che non avevano abbastanza posti in sala.

### Mostre fotografiche
Alcune mostre fotografiche sono state organizzate davanti all'aula del tribunale in una serie di processi (ad esempio, a Novgorod e Vicebsk ).

### Copertura mediatica dei processi
La risoluzione del Politburo del Comitato centrale del PCUS (b) "Sulla condotta dei processi di ex personale militare dell'esercito tedesco e degli organi punitivi tedeschi" prescriveva: "Il corso dei processi dovrebbe essere sistematicamente coperto in stampa locale e brevemente ripreso dalla stampa centrale".
Di conseguenza, i processi sono stati trattati dalla stampa sia centrale (Pravda, Izvestija) sia locale (nei giornali pubblicati nelle città in cui si sono svolti i processi).
I processi del 1945-1946 furono trattati in dettaglio dalla stampa sovietica centrale e i rapporti su di essi erano adiacenti alle notizie sui processi di Norimberga, nonché sui processi ai criminali di guerra in diversi paesi: Giappone, Finlandia, Cecoslovacchia e altri.
In particolare, il 18 gennaio 1946, su una pagina di Izvestija, furono pubblicati i rapporti sui processi di Minsk e di Mykolaïv, e si raccontava anche di come stava andando il "processo ai traditori del popolo cecoslovacco a Praga". Sempre il 18 gennaio 1946, la Pravda pubblicò in una pagina le relazioni sui processi di Kiev, Minsk e Mykolaïv e sui processi ai criminali giapponesi a Manila (al generale Homma, accusato di crudeltà nei confronti dei prigionieri di guerra americani e filippini) e Yokohama (capitano Kaini Hiratsi).
Il numero di pubblicazioni variava a seconda del processo. Pertanto, i processi della fine del 1947 (in particolare Novgorod) furono scarsamente trattati dalla stampa centrale. Questa mancanza di copertura nella stampa sovietica centrale fu riconosciuta da Kruglov in una lettera al ministro degli Esteri Molotov il 9 aprile 1948:
Le pubblicazioni erano accompagnate dalle fotografie degli imputati e dalle loro caricature. Talvolta sono stati pubblicati alcuni atti processuali: il 25 gennaio 1946, “Velikolukskaja Pravda” (Великолукская правда), prima che fosse pronunciato il verdetto, pubblicò integralmente l'atto d'accusa del processo Velikie Luki..
Secondo il diario di Pavel Luknickij, i giornalisti che hanno lavorato al processo di Leningrado avevano accesso ai materiali delle indagini preliminari e potevano intervistare i membri del tribunale.
Il processo di Velikie Luki coincise nel tempo con le elezioni del Soviet Supremo dell'URSS. Pertanto, in Velikie Luki Pravda, i materiali sul processo sono stati pubblicati insieme alle informazioni sulle elezioni. Nell'articolo "Mother's Story", sono state contattate notizie sul processo e sulle elezioni:
I processi sono stati talvolta trattati anche dai media stranieri. In particolare, il processo di Leningrado fu trattato dai seguenti media stranieri:
- Il New York Times pubblicò tre notizie (l'inizio del processo, il massacro di Katyn' e il verdetto);
- "Die Tägliche Rundschau" (pubblicato dall'Armata Rossa per la popolazione tedesca nella zona di occupazione sovietica della Germania).

### Opuscoli sovietici sui risultati dei processi
Nel 1946 fu pubblicato un opuscolo speciale sul processo di Riga in due versioni: in lingua russa ed in lingua lettone.
Al processo di Chabarovsk è stato dedicato anche un opuscolo speciale. Il 28 gennaio 1950, la Casa editrice statale di letteratura politica ricevette istruzioni dal Politburo del Comitato centrale del PCUS per preparare la pubblicazione dei materiali del processo di Chabarovsk sotto forma di un opuscolo separato, e la casa editrice statale di letteratura straniera è stata incaricata di pubblicare l'opuscolo con contenuti simili in cinese, coreano, inglese, francese e tedesco, fornendone una traduzione di alta qualità. Già il 31 marzo 1950, a Vyšinskij fu inviata una "Raccolta di materiali del processo nel caso di ex militari dell'esercito giapponese".
Vyšinskij ha inviato i commenti sulla pubblicazione a Molotov:
- La pubblicazione riportava che alcuni protocolli dell'interrogatorio dell'imputato durante il processo di Chabarovsk erano stati letti dall'imputato "in un comprensibile giapponese", in altri punti della pubblicazione si diceva che i protocolli erano scritti "in giapponese", e talvolta non si menziona affatto che i protocolli fossero stati letti dall'imputato. Vyšinskij ha proposto di escludere i dettagli della lettura dei protocolli di interrogatorio da parte degli indagati e di unificare stilisticamente tutte le frasi al riguardo;
- Non tutti i protocolli indicavano che il traduttore era consapevole della responsabilità per la falsa traduzione consapevolmente dei protocolli.

Nel giugno 1950, la Casa editrice statale di letteratura politica (Государственное издательство политической литературы) pubblicò l'edizione in inglese con il titolo: "Materiali del processo nel caso di ex personale militare dell'esercito giapponese, accusato di preparazione e utilizzo di armi batteriologiche".
Il 18 ottobre 1950, V. G. Grigorjan, presidente della commissione per la politica estera del Comitato centrale del PCUS, riferì che alcune copie di questo libro erano state inviate all'estero dall'International Book: tra le 8000 e 9000 copie in tedesco, 3000 copie in francese, 12000 copie in inglese, 72000 copie in coreano e 74000 copie in giapponese.
L'opuscolo si è diffuso in Giappone, dove molte biblioteche (dal 2015) contengono materiali del processo di Chabarovsk pubblicato in URSS nel 1950 in giapponese, o le loro successive ristampe.
Il volume ed il contenuto degli opuscoli basati sui risultati dei processi è diverso. La brochure sui risultati del processo di Riga (185 pagine) contiene i seguenti materiali:
- Atto d'accusa;
- Cronaca del processo;
- Discorso del Pubblico Ministero;
- Sentenza;
- Informazioni sull'esecuzione della pena (esecuzione di condannati).

L'opuscolo, più precisamente il libro, del processo di Chabarovsk è un volume di 537 pagine e contiene i seguenti materiali:
- Documenti sull'indagine preliminare: atto d'accusa, testimonianza dell'imputato e dei testimoni, documenti giapponesi (fotocopie degli originali) e loro traduzione in russo;
- Le testimonianze degli imputati e dei testimoni rese in udienza;
- La conclusione della visita medico legale;
- Discorso del Pubblico Ministero;
- Discorsi degli avvocati difensori;
- Sentenza.

Le brochure non sono state pubblicate per tutti i processi. In particolare, in seguito ai risultati del processo di Novgorod nel 1947, l'opuscolo non fu pubblicato.

### La sentenza
La sentenza è stata parzialmente concordata con le autorità. Il 29 gennaio 1946, un memorandum sul processo di Velikie Luki indirizzato a Molotov, al commissario popolare per gli affari interni dell'URSS Kruglov, al commissario popolare alla giustizia dell'URSS Ryčkov e al procuratore militare capo dell'Armata Rossa Afanas'ev ha raccontato l'incriminazione e la punizione proposta per gli imputati. Molotov è stato informato delle misure punitive prima della condanna per i militari tedeschi che stavano subendo il processo di Leningrado all'inizio di gennaio 1946. In entrambi i processi le pene indicate nella nota a Molotov coincidevano con quelle inflitte in definitiva dal tribunale militare.
In entrambi i casi, a Molotov è stato detto a quale degli imputati doveva essere assegnata la pena di morte e chi doveva essere condannato ai lavori forzati (senza specificare un termine specifico della pena ai lavori forzati). C'erano anche differenze sull'accordo nel contenzioso. Ad esempio, a differenza della nota sul processo di Leningrado, la nota sul processo di Velikie Luki non conteneva la frase: "Chiediamo le vostre istruzioni".
Già il Decreto del Politburo del Comitato Centrale del Partito Comunista di tutta l'Unione dei Bolscevichi del 21 novembre 1946 "Sulla condotta dei processi contro gli ex militari dell'esercito tedesco e i distaccamenti punitivi tedeschi" obbligava i dirigenti degli organi di partito locali ad assistere nella conduzione delle prove:
Gli organi di partito locali sono stati informati sullo stato di avanzamento delle indagini. Quindi, a seguito dei risultati dell'indagine, è stata inviata una nota consistente di circa 50 pagine dattiloscritte al primo segretario del comitato regionale di Novgorod del PCUS (b) Bumagin. Successivamente, Bumagin è stato regolarmente informato sullo stato di avanzamento delle indagini e del processo. Tuttavia, il candidato in scienze storiche Dmitrij Astaškin è giunto alla conclusione che Bumagin non ha avuto alcuna influenza né sull'indagine né sul tribunale: nei fondi dell'archivio del partito non sono stati trovati documenti sull'ingerenza della leadership della regione di Novgorod al Processo di Novgorod.

### Ricorso contro le sentenze

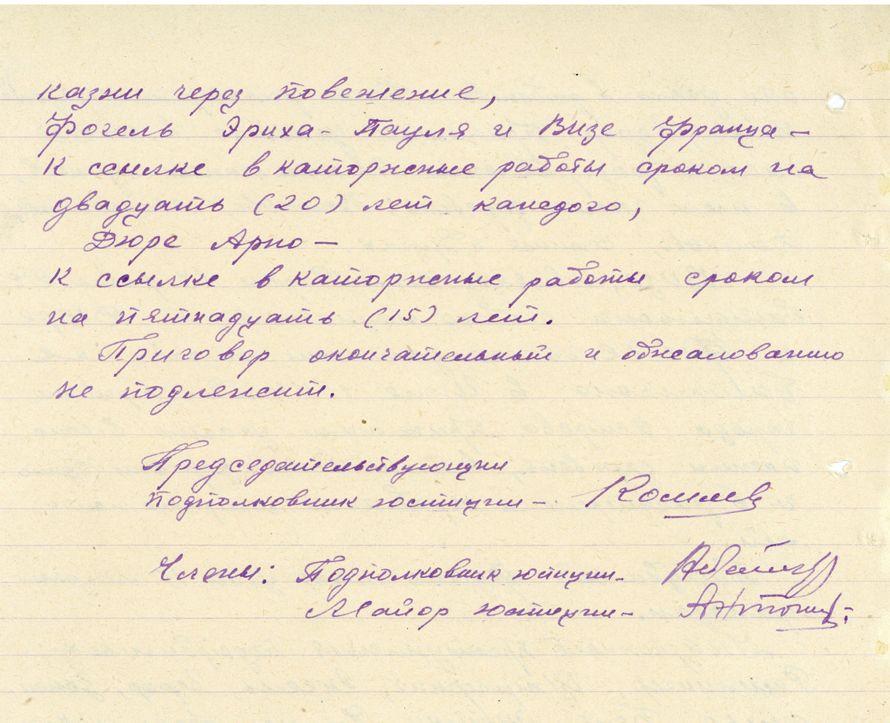
Mancanza di possibilità di appello nel verdetto del processo di Leningrado

Le sentenze dei primi processi non sono state oggetto di ricorso. In particolare, nella sentenza del processo di Leningrado del 1946 era indicato che non poteva essere impugnata:
Al contrario, nel verdetto del processo di Sebastopoli del 1947, fu stabilito il diritto al ricorso:

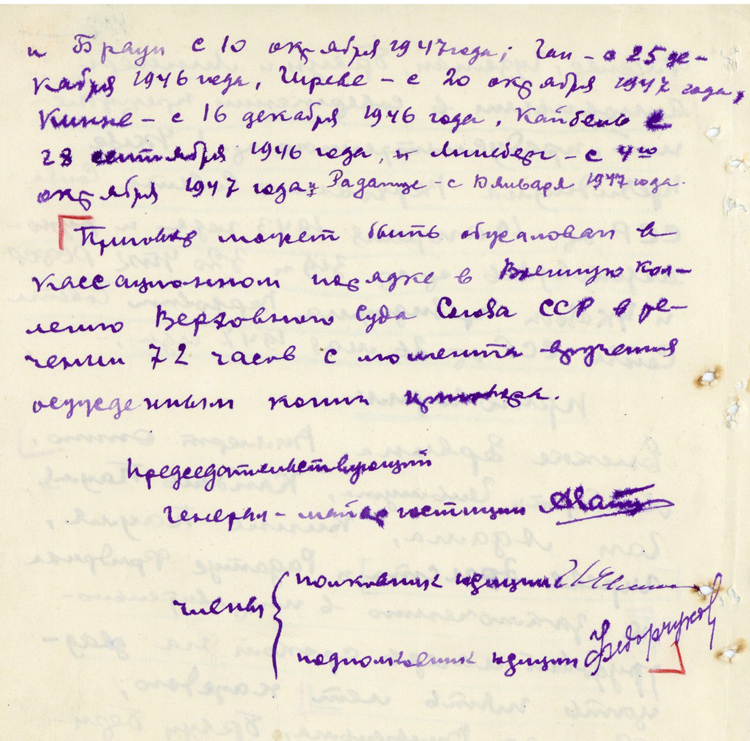
Il diritto di impugnare il verdetto del processo di Sebastopoli è indicato nell'ultima pagina del verdetto

Lo stesso appello è stato registrato nel verdetto del processo di Chabarovsk.

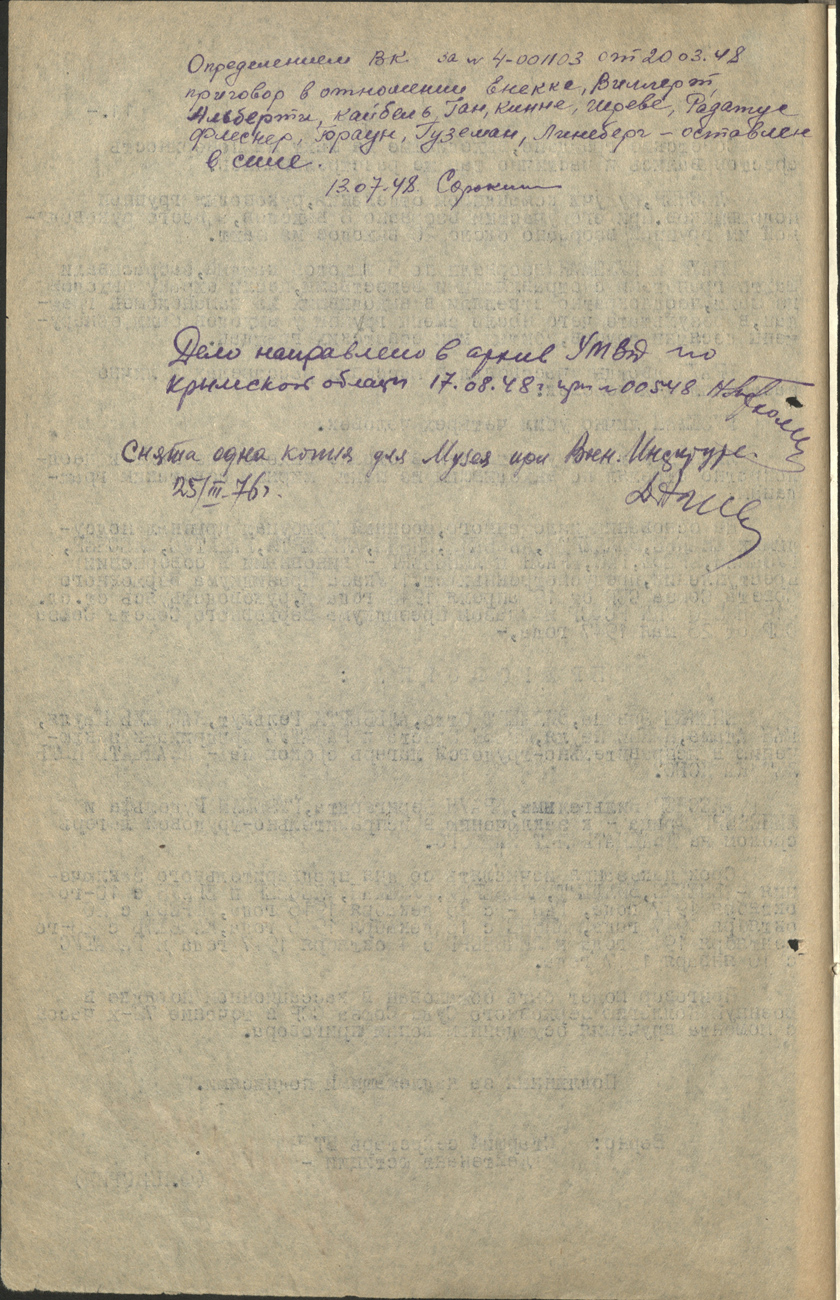
Informazioni sull'appello fallito del verdetto indicato sulla sua copia dattiloscritta nell'Archivio della città di Sebastopoli

Il verdetto del processo di Sebastopoli è stato impugnato, il Collegio Militare della Corte Suprema dell'URSS, con sentenza del 20 marzo 1948, confermò il verdetto.

## Esecuzione delle condanne a morte
Ai processi del 1943-1946, alcuni dei detenuti furono condannati a morte per impiccagione. La sentenza è stata eseguita in pubblico, in piazza durante il giorno. I corpi dei giustiziati sono stati lasciati esposti al pubblico per diversi giorni. Nello stesso tempo, i corpi dei condannati sono stati protetti da un possibile attacco da parte dei residenti locali.
Jakov Aizenštadt (segretario del tribunale militare della guarnigione Armavir del Fronte del Caucaso settentrionale) ha collegato l'introduzione della guardia all'incidente ad Armavir, dove nella primavera del 1943 il capo della polizia Armavir Sosnovskij fu condannato e impiccato pubblicamente per crimini di guerra in base al decreto del 19 aprile 1943:
È noto un caso di attacco ai corpi di coloro che furono impiccati il 3 febbraio 1946 in seguito ai risultati del processo di Riga. Il padre dello storico Aron Schneer, come cadetto della scuola di polizia, sorvegliava il luogo dell'esecuzione e poi disse a suo figlio che la gente correva verso l'impiccato e picchiava i corpi con dei bastoni, e strappava i pantaloni del cadavere. Un testimone oculare dell'esecuzione, Margers Westermanis, ha affermato che i pantaloni sono stati tirati via dal cadavere di Jeckeln.
Le autorità hanno incoraggiato i volontari a partecipare all'impiccagione. Così, il 1º febbraio 1946, otto detenuti al processo di Velikie Luki furono impiccati a mezzogiorno sulla piazza del mercato di Velikie Luki.. Per coloro che desideravano assistere all'esecuzione, sono stati autorizzati dei treni gratuiti da Zapadnaja Dvina, Nevel', Toropec e Novosokol'nikov.

## Costi del processo
Dmitrij Astaškin, candidato in scienze storiche, ha stimato il costo delle spese per un processo pubblico in circa 55.000 rubli. L'importo dei costi per un processo era enorme per molti cittadini sovietici, ma era paragonabile agli importi che ricevevano a titolo personale i parenti stretti dei cittadini sovietici deceduti che avevano "meriti eccezionali nel campo dell'azione rivoluzionaria, militare, professionale e sociale, attività e costruzione sovietica, scienza, arte e tecnologia”. Così, nel 1946, la nipote del defunto accademico Nikolaj Burdenko ricevette una pensione di 500 rubli prima di ricevere l'istruzione superiore, e le due sorelle dello stesso accademico ricevettero pensioni a vita di 700 rubli al mese. Le pensioni minime per la vecchiaia e l'invalidità nell'URSS di quel tempo variavano, a seconda del gruppo di invalidità, da 25 rubli a 50 rubli.

## Statistiche del processo: numero e composizione dei condannati
Lo storico Dmitrij Astaškin, ha stimato il numero di condannati nei 21 processi pubblici: 252 militari stranieri, tutti uomini, provenienti da Germania, Austria, Giappone, Ungheria e Romania. I condannati sono stati distribuiti per nazionalità:
- 220 tedeschi (incluso l'austriaco Kandler);[71]
- 13 ungheresi;
- 12 giapponesi;
- 7 rumeni.

Tutti coloro che furono impiccati erano tedeschi. Ciò era dovuto al fatto che i processi agli ungheresi (Černihiv), ai rumeni (Chișinău) e ai giapponesi (Chabarovsk) si sono svolti dopo l'abolizione della pena di morte in URSS. La maggior parte dei processi contro militari stranieri, 16 su 19, erano puramente "tedeschi" per quanto riguarda la composizione degli imputati.
Quasi tutti i detenuti erano militari: un'eccezione furono il Sonderführer Fritz Beckenhof, condannato al processo di Kiev, e l'ex comandante del distretto Borodjanskij della regione di Kiev.

## Il destino dei condannati ai lavori forzati

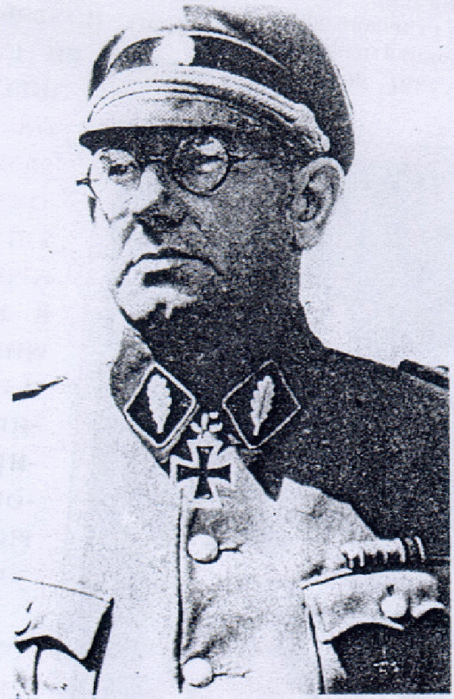
Helmut Becker, giustiziato per sabotaggio di lavori forzati

Per scontare i lavori forzati, i detenuti nei processi pubblici dalla fine del 1947 furono inviati in un dipartimento del campo appositamente creato per loro con un regime severo come parte del Vorkutlag. Questa spedizione è stata prescritta dall'ordine del Ministero degli affari interni dell'URSS n. 731 del 21 novembre 1947:
La maggior parte dei condannati ai lavori forzati sopravvisse fino al 1955. Alcuni morirono in custodia (in particolare Kurt Herzog, condannato al processo di Novgorod e Mueller-Bülov, condannato al processo di Vicebsk). Takaatsu Takahashi, condannato al processo di Chabarovsk, è morto nel campo di prigionia n. 48 (Černcy, regione di Ivanovo) per un'emorragia cerebrale.
C'è un caso noto in cui un condannato ai lavori forzati (il generale Helmut Becker, condannato al processo di Poltava) è stato giustiziato per sabotaggio dei lavori forzati. Alcuni dei condannati ai lavori forzati sono stati rilasciati dopo aver scontato la pena. In particolare, il Politburo del Comitato Centrale del PCUS il 7 ottobre 1951, decise di liberare il caporale Kikuchi Norimitsu per il completamento della sua pena detentiva. La maggior parte dei condannati ai lavori forzati, in seguito ai risultati dei processi pubblici, aveva una pena a lungo termine (spesso 25 anni) e quindi non aveva possibilità di essere rilasciata prima del 1955 dopo aver scontato la pena.
Nel 1955-1956, i condannati nei processi pubblici ai lavori forzati furono rimpatriati: Così, i generali Hitter e Gollwitzer (condannato al processo di Vicebsk) furono inviati nel 1955 in Germania attraverso il campo di transito n. 284 di Brėst, e prima di inviarli ricevettero una razione secca di quattro giorni (salsiccia affumicata, burro, formaggio, caviale, cibo in scatola e dolci) ed un cambio di abiti (abiti con cravatte, cappotti di lana, scarpe nuove e cappelli di feltro).
Al momento del rimpatrio, non venivano trasferiti i fascicoli delle indagini sulle persone condannate: di conseguenza, coloro che venivano trasferiti per scontare la pena hanno iniziato a scontarla solo nella DDR e in Ungheria; al contrario, coloro che venivano trasferiti in altri paesi non hanno poi scontato la pena residua.
In Germania ci sono stati tentativi di attirare coloro che erano stati rimpatriati per altri crimini di guerra. In particolare, nel 1964 la procura di Amberg condusse un'inchiesta a carico di F. Gollwitzer. Nel 1968 fu presentato un appello al Dipartimento centrale di giustizia della Repubblica Federale di Germania per il perseguimento dei crimini nazisti sulla partecipazione di Gollwitzer allo sterminio di 18 polacchi nel villaggio di Torzeniec (durante la campagna polacca del 1939). In entrambi i casi, il generale non fu processato e Gollwitzer morì in libertà nel 1977.

## Tentativi di riabilitare i detenuti nei processi pubblici
Dopo il crollo dell'URSS, alcuni stranieri condannati per crimini di guerra sono stati riabilitati in Russia (fino al 1998 in via extragiudiziale). Si stava risolvendo la questione della riabilitazione degli ungheresi e dei tedeschi condannati al processo di Černihiv. Con la decisione dell'Ufficio del procuratore militare capo della Federazione Russa, emessa all'inizio degli anni 2000, la condanna di Aldea-Pap e di altre 15 persone al processo di Černihiv è stata riconosciuta come legittima ed i condannati sono stati riconosciuti come non soggetti a riabilitazione.
È stato fatto un tentativo di riabilitare i condannati al processo di Chabarovsk. Nel 1993-1994, l'Ufficio del procuratore capo militare della Federazione Russa, in relazione al ricorso dell'Associazione giapponese degli ex prigionieri di guerra, ha esaminato i materiali del procedimento penale n. N-20058 (sul processo di Chabarovsk) e ha emesso una risoluzione che nega la riabilitazione. Con la sentenza della Corte Suprema della Federazione Russa del 15 dicembre 1994, il verdetto del processo di Chabarovsk è stato confermato.

## Importanza giuridica internazionale dei processi

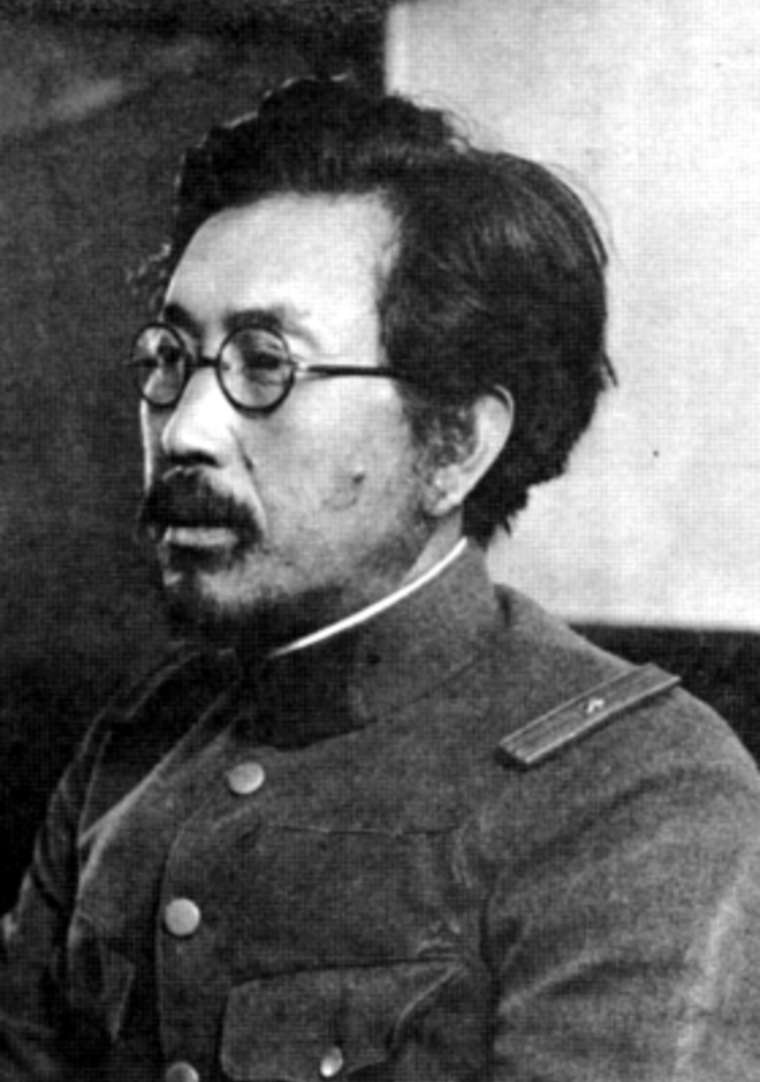
Shiro Ishiya

Uno dei giudici del processo di Tokyo, Bert Rowling, ha scritto di essere "venuto per la prima volta a conoscenza delle atrocità giapponesi in seguito al processo di Chabarovsk". Allo stesso tempo, l'amministrazione americana in Giappone conosceva e nascondeva informazioni in merito allo sviluppo di armi batteriologiche da parte dei giapponesi: su richiesta del procuratore capo del processo di Tokyo, Joseph Keenan, l'URSS si preparava a inviare a Tokyo i testimoni individuati tra i prigionieri di guerra.
Il fatto che i giapponesi usassero armi batteriologiche è stato confermato anche da prove pubblicate indipendentemente dal processo di Chabarovsk. Il medico comunista Heinrich Kent, che operò come medico durante la guerra sino-giapponese, pubblicò sul giornale del Partito comunista austriaco Volkstimme il 24 luglio 1949, la sua storia che osservò l'uso di agenti batteriologici da parte dei giapponesi in Cina. Dopo il processo di Chabarovsk, la testimonianza di Kent fu pubblicata sul quotidiano Der Abend (4 gennaio 1950) e su Pravda (5 gennaio 1950).
In relazione alla pubblicazione della testimonianza di Kent, Golunskij e Zabrodin hanno proposto di incaricare il vice alto commissario dell'URSS in Austria Želtov "per scoprire la possibilità di ricevere dal medico viennese Kent una dichiarazione dettagliata in merito all'uso di agenti batteriologici dei giapponesi nella guerra con la Cina".
Dopo i risultati del processo di Chabarovsk, la parte sovietica considerò la questione dell'organizzazione di un nuovo processo internazionale sui giapponesi. La nota depositata il 3 gennaio 1950 indirizzata a Vyšinskij era accompagnata da "un elenco di criminali di guerra al di fuori dell'URSS e menzionato nei materiali del tribunale militare di Chabarovsk" di 48 nomi.
Dopo aver studiato i documenti investigativi del processo di Chabarovsk presentati dalla Procura dell'URSS, i dipendenti del Ministero degli Affari Esteri dell'URSS Zabrodin e il vice capo del dipartimento contrattuale e legale Morozov il 16 gennaio 1950 riferirono a Vyšinskij che nessun argomento convincente era stato trovato nei materiali del processo di Chabarovsk sulla colpevolezza di Hirohito e suggerito in una nota:
Zabrodin e Morozov hanno proposto di interrogare le "persone che sono passate attraverso il processo di Chabarovsk ... in particolare sulla questione del ruolo di Hirohito nella preparazione e nell'uso della guerra batteriologica".
A seguito dei risultati del processo di Chabarovsk, il governo sovietico in una nota chiedeva a Gran Bretagna, Stati Uniti e Cina di arrestare e organizzare un processo internazionale (con riferimento al Protocollo di Ginevra del 25 giugno 1925) su Shiro Ishii e altre persone che si nascondevano in Giappone. Il 3 febbraio 1950 fu pubblicata sulla Pravda una nota sovietica, che riportava sul processo di Chabarovsk e indicava la necessità di punire "altri principali organizzatori e ispiratori di questi mostruosi crimini", che furono nominati per nome:
- Hirohito, secondo uno speciale decreto segreto di cui, "sul territorio della Manciuria, fu creato un centro dell'esercito giapponese per la preparazione della guerra batteriologica e l'uso di armi batteriologiche";
- Ishii Shiro, generale del servizio medico, il cui "ruolo organizzativo attivo ... nella preparazione criminale e nell'uso pratico delle armi batteriologiche" è stato pienamente dimostrato al processo di Chabarovsk;
- Kitano Masaji, generale del servizio medico, che guidò l'Unità 731 dall'agosto 1942 al marzo 1945;
- Wakamatsu Yujiro, generale del Servizio Veterinario, capo dell'Unità 100 nel 1941-1945, impegnato nella produzione di armi batteriologiche, contaminazione di bacini idrici, pascoli e bestiame con pericolosi batteri patogeni ed esperimenti su persone viventi;
- Kasahara Yukio,  generale e capo di stato maggiore dell'Armata del Kwantung, nel 1942-1945 fu incaricato della preparazione della guerra batteriologica contro l'URSS.

Così, l'elenco dei potenziali imputati è stato ridotto in un mese da 48 a 5 nomi. La Repubblica popolare cinese ha accettato la nota sovietica.
L'11 maggio 1950 il Dipartimento di Stato americano ricevette una nota diplomatica sovietica sul processo a Ishii Shiro, Kitano Masadzi, Wakamatsu Yujiro e Kasahara Yukio. L'URSS propose anche, in correlazione con le circostanze stabilite durante il processo di Chabarovsk, di perseguire l'imperatore Hirohito come criminale di guerra. Il 3 febbraio 1950, il Ministero degli Affari Esteri dell'URSS ricevette una nota in risposta dal Dipartimento di Stato degli Stati Uniti, che indicava che la decisione della Commissione dell'Estremo Oriente del 3 aprile 1946 raccomandava l'esclusione dell'imperatore giapponese dall'elenco degli accusati presso il Tribunale Militare Internazionale per l'Estremo Oriente, e si notava anche che l'Unione Sovietica non aveva presentato la candidatura di Hirohito a questa lista. Pertanto, la proposta della parte sovietica, come indicato nella nota del Dipartimento di Stato americano, "mette chiaramente in dubbio i veri obiettivi della nota sovietica".
Di conseguenza, i cinque giapponesi menzionati nella nota sovietica non furono mai processati. Inoltre, nel 1950 iniziò la guerra di Corea. Nelle condizioni di questo conflitto, il 21 febbraio 1952, Mao Zedong, in una lettera a Stalin, accusò gli americani di usare gli sviluppi giapponesi nelle armi batteriologiche:

## La reazione ai processi pubblici
Le strutture del Ministero della Sicurezza dello Stato dell'URSS sul campo hanno raccolto le dichiarazioni dei contemporanei sui processi pubblici che hanno avuto luogo. Allo stesso tempo, le informazioni sono state raccolte tramite informatori, ovvero i cittadini non sapevano che le loro dichiarazioni venivano registrate.
Le dichiarazioni raccolte ("messaggio speciale") venivano inviate al primo segretario del comitato regionale del PCUS (b) e al MGB e, di regola, era composto da due sezioni:
- Le opinioni leali;
- Le dichiarazioni sleali.

Ad esempio, sul processo di Novgorod, il Dipartimento del Ministero della Sicurezza dello Stato ha redatto 4 messaggi speciali (inclusi 55 "dichiarazioni più caratteristiche" sul processo di Novgorod). La maggior parte delle dichiarazioni riguardava la colpevolezza degli imputati:
I cittadini sovietici dubitavano dell'efficacia del tribunale sovietico, ritenendo che i criminali tedeschi sarebbero stati puniti con brevi condanne, rimpatriati e sarebbero state create condizioni di detenzione molto clementi. Questo punto di vista era tipico anche di alcuni rappresentanti della corte sovietica. Il giudice del Tribunale Militare E. Ivanov ha affermato durante l'interruzione del processo:
Allo stesso tempo, tra la minoranza che ha cercato di giustificare le azioni degli imputati con l'esecuzione di ordini erano anche alcuni rappresentanti dell'intellighenzia che lavoravano nella sfera dell'ideologia. In particolare, Michail Prišvin, nel suo diario del 1946, condannò sia il processo pubblico di Norimberga che quello sovietico, scrivendo quanto segue:
... Allora, per cosa vengono processati? Solo per obbedienza, cioè perché lui, uomo buono, ha obbedito al comando della volontà, ora dichiarata malvagia. Ma se Hitler fosse riuscito a tenere il passo con la bomba atomica prima dell'America, allora la volontà americana sarebbe stata chiamata malvagia e lo stesso tedesco avrebbe ricevuto un premio per aver sparato ai bambini. Ciò significa che il giudizio è giudizio umano, come continuazione della stessa forza della guerra: giudizio come trionfo del vincitore. I tedeschi hanno fatto di tutto per vincere, ma la vittoria è arrivata dall'altra parte.
... Rifiutato di guardare l'impiccato (film Norimberga), temo che rimarrà negli occhi»
P. Machov, un corrispondente fotografico per Novgorodskaja Pravda, ha ammesso le atrocità degli imputati nel processo di Novgorod, ma (come Prišvin) credeva che i tedeschi non potessero non rispettare l'ordine di Hitler. Inoltre, Machov ha anche giustificato i crimini degli imputati con le azioni dei partigiani sovietici:
La colpa dei guerriglieri è stata registrata nelle dichiarazioni di alcuni residenti locali che hanno assistito ai processi. Ad esempio, la donna delle pulizie del teatro E. I. Kornilova ha parlato degli imputati del processo di Novgorod:
I contemporanei hanno espresso dubbi sulle prove presentate al pubblico sovietico. Così, Vasil'ev, un impiegato del Distretto Federale del Distretto di Šimskij, ispezionando una mostra sulle atrocità dei criminali di guerra tedeschi (in relazione con il processo di Novgorod) disse:
Dopo la morte di Stalin, hanno scritto dei processi in URSS, ma a volte erano molto incompleti. In particolare, nel libro "Воздаяние нацистским преступникам" ("La retribuzione dei criminali nazisti")  (pubblicato a Mosca nel 1961), il giornalista Boris Nikolaevič Polevoj ha ricordato i processi:
In questo breve testo, Polevoj ha commesso diversi errori. In primo luogo, ha attribuito il processo di Charkiv del 1943 al periodo 1945-1947. In secondo luogo, ha erroneamente sottolineato che il "segnale" per i processi pubblici è stato dato dalla sentenza del processo di Norimberga, ma in realtà al momento della conclusione dei processi di Riga e Leningrado, la sentenza del Tribunale di Norimberga non era stato ancora pronunciata. In terzo luogo, tra i processi aperti del 1945-1947, Polevoj ha nominato solo 8 processi (di cui 1 errato), mentre durante questo periodo si sono svolti in URSS 17 processi aperti a criminali di guerra stranieri. In quarto luogo, la cifra di un migliaio e mezzo di condannati ai processi era chiaramente imprecisa.

## Denuncia di tortura da parte degli imputati
Dopo il rimpatrio in Germania, alcuni detenuti hanno affermato di essere stati sottoposti a metodi di indagine crudeli. In particolare, lo storico Manfred Zeidler cita brevi passaggi dalle dichiarazioni dei condannati al processo di Novgorod (a causa della brevità è impossibile capire di quale investigatore si lamenti il condannato) sui seguenti metodi:
- Werner Findaisen ha detto che usavano «strumenti di tortura»;
- Johann Kairat ha definito l'«interrogatorio davanti a un forno caldo, intimidazioni, isolamento, fame, percosse»;
- Willie Mohl ha detto che «durante l'intero interrogatorio nel campo, sono stati trattati nel modo peggiore».

Dai documenti sovietici è noto che le denunce di tortura dell'imputato sono state studiate dalle autorità sovietiche. Così Werner Findaisen, durante l'interrogatorio, si dichiarò innocente e ritrattò la testimonianza precedentemente poiché contro di lui erano stati utilizzati dei metodi illegali di indagine presso il Ministero degli Interni dell'ASSR tartara. Allo stesso tempo, Findaisen disse all'informatore nella cella:
La testimonianza di Findaisen è stata ricontrollata, un investigatore ha lasciato la scena dei presunti atti. Ma al processo, Findaisen non ha rifiutato la sua testimonianza, e Dmitrij Astaškin, candidato in scienze storiche, non ha trovato altre lamentele nei documenti dell'inchiesta. L'imputato Fritz Habbe ha rilasciato una dichiarazione sulle percosse durante gli interrogatori nel dipartimento del campo n. 22 a Riga. Al riguardo, una nota a Riga con la richiesta di ricevere dall'investigatore indicato una spiegazione sul merito della dichiarazione di Khabbe.

## Stime degli storici
Lo storico tedesco Manfred Zeidler ha notato l'utilità legale dei tribunali aperti nel 1946-1947:

## Pubblicazione dei documenti del processo
I materiali raccolti di ogni processo pubblico sono estesi, contano fino a cinquanta volumi. A partire dal 2015, la maggior parte dei documenti dei processi sono stati conservati negli archivi degli ex dipartimenti del KGB, in alcuni casi sono stati classificati completamente o parzialmente e quindi sono rimasti inaccessibili ai ricercatori. A partire dal 2020, i ricercatori hanno avuto accesso solo a due volumi del processo di Leningrado (n. 11 e n. 12) con i materiali dell'indagine (la testimonianza degli accusati Janicke, Skotki, Sonenfeld e i protocolli della loro identificazione tramite fotografie). Il resto dei materiali del processo di Leningrado è classificato, archiviato nell'archivio centrale dell'FSB e non viene rilasciato ai ricercatori.
Alcuni dei documenti sono stati pubblicati immediatamente in opuscoli speciali, prima che ne fosse pronunciato il verdetto o subito dopo che il verdetto era stato emesso. Nel 2005, nel libro di M. N. Petrov, sono stati pubblicati per la prima volta alcuni documenti del processo di Novgorod, incluso il verdetto, provenienti dagli archivi della direzione dell'FSB per la regione di Novgorod e dagli archivi centrali dell'FSB. Nel 2011, Julija Kantor ha pubblicato alcuni documenti sul Processo di Riga. Pertanto, gli storici potevano spesso giudicare i processi da fonti indirette: pubblicazioni sui giornali sovietici, memorie di testimoni oculari, documentari girati alla fine dei processi, nonché sulla base degli opuscoli pubblicati dopo i processi.
Esiste anche un progetto di divulgazione scientifica della Società storica militare russa "Soviet Norimberga" su 21 processi sovietici di criminali di guerra nel 1943-1949, l'autore è Dmitrij Astaškin: sul sito sono pubblicati (dal 2019) centinaia di documenti d'archivio, copie di pubblicazioni degli anni '40, fotografie e cinegiornali.
Inoltre, a partire dal 2021, le scansioni di alcuni documenti, come condanne, rinvii a giudizio, protocolli di interrogatorio di testimoni e imputati, sui processi individuali (Riga, Velikie Luki e altri) sono pubblicate sul sito web del progetto archivistico federale "Crimini dei nazisti e dei loro complici contro la popolazione civile dell'URSS negli anni della Grande Guerra Patriottica 1941-1945”.
Nel gennaio 2021, il FSB della Russia ha presentato 28 volumi del procedimento penale del processo di Kiev..

## Lo studio dei processi
Dal 2016, una sovvenzione franco-russa è stata utilizzata per condurre ricerche triennali sui tribunali dell'URSS sulla base del Centro di ricerca dell'Università statale di Novgorod nell'ambito del progetto internazionale triennale "Processi sovietici sui criminali di guerra in 1943-1991: obiettivi, funzioni ed effetti della mediatizzazione selettiva”. C'erano 9 ricercatori dalla Russia guidati da Dmitrij Astaškin, e dalla Francia c'erano anche 9 ricercatori guidati da Alain Blum. Vanessa Voisin era la coordinatrice di entrambe le squadre. La squadra francese comprendeva un avvocato, storici del cinema e specialisti nella storia dell'URSS. I ricercatori non solo hanno identificato nuove fonti d'archivio da 20 diversi archivi in Russia, Lettonia, Lituania, Ucraina e Israele, ma hanno anche registrato interviste con gli organizzatori e gli spettatori dei processi in Russia e negli Stati baltici.

## I processi nella cultura di massa

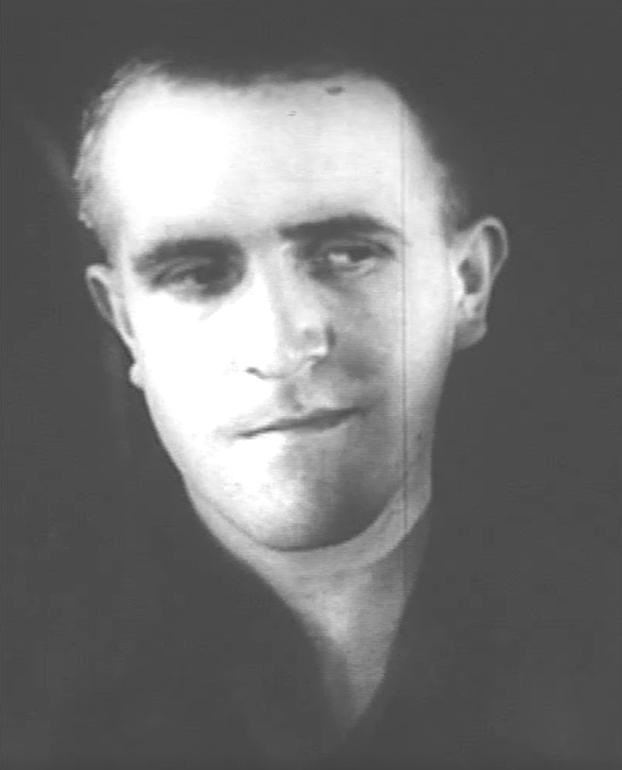
L'imputato Arnaud Dure sorride, dal documentario Il verdetto del popolo

Sulla base dei processi, i documentari sono stati girati da registi sovietici:
- «Суд идет» "Il processo è in corso", regia di Il'ja Kopalin, 1943;[108]
- "«Приговор народа» "La sentenza del popolo" (sul processo di Leningrado), regista L. Kikaz, cameraman E. Učitel', 1946, Ленинградская студия документальных фильмов.[109]

Non tutti i processi pubblici sono stati filmati nei documentari negli anni '40. In particolare, non è stato realizzato alcun documentario sul processo di Novgorod.
Dopo il crollo dell'URSS, è stata pubblicata una serie di documentari «Без срока давности» ("Senza prescrizione") (direttore artistico e sceneggiatore - ex dipendente dell'ufficio del procuratore dell'URSS Aleksandr Zvjagincev):
- «Да судимы будете» ("Si può procedere") - sul processo di Novgorod;
- «Мертвая зона — живой щит» ("Zona morta - scudo umano") - sul processo di Sebastopoli;
- «Пепел зимнего волшебства» ("Ceneri di una magia d'inverno") - sul processo di Minsk.